# Cascina (ferme)
Pour les articles homonymes, voir Cascina (homonymie).

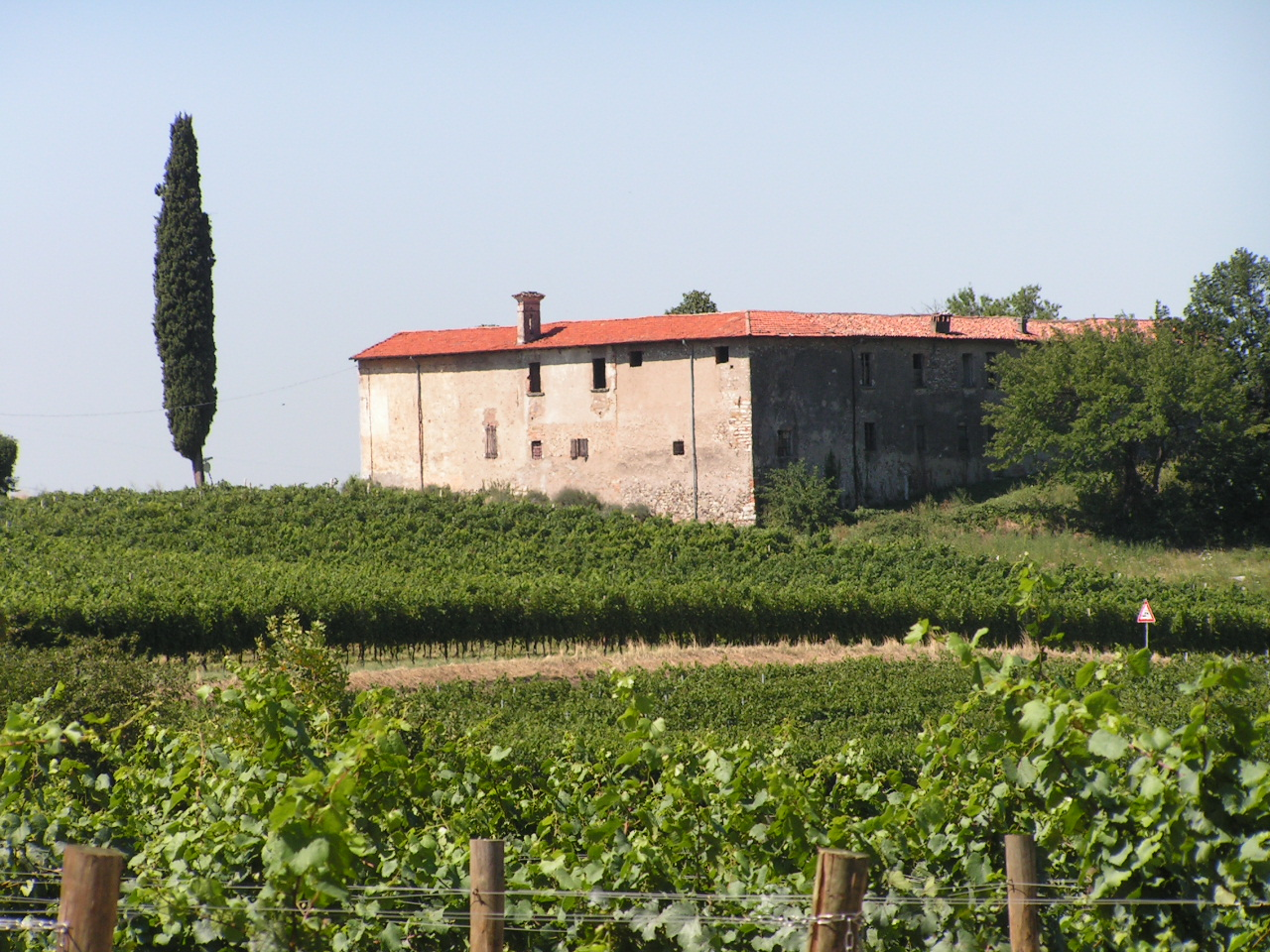
Cascina San Carlo à Provaglio d'Iseo dans la Province de Brescia en Lombardie

Une cascina, ou cascina a corte (sur cour), est une structure agricole typique de la plaine du Pô lombarde et, pour partie, piémontaise et émilienne.

## Caractéristiques générales
Les premiers enregistrements de fermes (alors appelés cassine) remontent au XIIIe siècle. Au milieu du XIIIe siècle, dans certaines régions de la Lombardie, comme dans les campagnes de Pavie et de Milan, existaient déjà des fermes centralisées, équipées de boîtes, d’étables, de maisons, de moulins et de tours de défense. Certaines d'entre elles ont survécu jusqu'à nos jours,.
Il s'agit d'une grosse ferme au centre d'une exploitation agricole de plusieurs dizaines d'hectares, au minimum 40 à 50, mais parfois plus de 100. Dans la basse plaine irriguée la superficie varie entre 40 et 100 hectares, dans la haute plaine dite « sèche », elle est inférieure d'au moins la moitié. Ces structures sont dispersées en pleine campagne, à plusieurs kilomètres entre elles et des centres habités.
La cascina est constituée par les bâtiments d'habitation et les bâtiments agricoles, étable, hangar, silo, grenier, grange, laiterie, puits, four, entrepôt et moulin réunis en une unique structure au plan quadrangulaire et construits autour d'une cour faisant fonction d'aire de battage et de basse-cour. Dans les cascine les plus grandes, la cour peut être subdivisée en deux ou trois. Certaines parmi celles-ci possèdent un moulin, une osteria, une petite église et parfois une école. Dans les lieux les plus isolés, la présence d'épais murs périphériques leur donnent un aspect de forteresse. Certaines d'entr'elles furent fortifiées avec fossés, pont-levis et tours.Le nom de la cascina est celui du propriétaire ou du fondateur de l'exploitation agricole ou bien d'une chapelle, d'une église ou d'un monastère situé dans le voisinage ou dans la cascina elle-même. En Lombardie elles sont dénommées plus spécifiquement cascine lombarde. La cascina toscane n'est pas une cascina a corte mais un autre type de structure agricole assimilée à la casa colonica.

## Typologies
Selon le mode de distribution des édifices autour de la cour (ou des cours) les cascine sont réparties en quatre types :
1. à cour fermée : les édifices forment un complexe rectangulaire ;
2. à cour ouverte : les édifices forment un complexe rectangulaire avec un côté ouvert, dépourvu de bâtiment ;
3. à édifices côte à côte ou séparés : il n'existe pas de véritable cour, même si les bâtiments sont les mêmes que ceux de la cascina classique ;
4. à corps unique : un unique bâtiment sans cour ; structure similaire à celle d'une grosse casa colonica plurifamiliale.

Chacune de ces structures s'est développée à des époques différentes.

## Organisation
Cette structure aux dimensions imposantes accueillait plusieurs familles de paysans. Dans la « haute plaine sèche », elles pouvaient être au nombre de quatre, cinq ou six alors que dans la « basse plaine irriguée » elles étaient couramment entre dix et quinze, atteignant souvent le nombre de vingt mais ne dépassant généralement pas vingt-cinq. Le nombre de familles était lié à la dimension de l'exploitation agricole et, dans la Bassa milanese, du fait de la composition de la cellule familiale, la plupart des cascine dépassaient les cent habitants (environ vingt familles).
La cascina était rarement gérée par le propriétaire. Celui-ci en donnait l'exploitation à un fittavolo (ou affittuario, fermier) qui l'administrait comme s'il était le patron pour toute la période du contrat. Il y avait dans chaque commune quatre ou cinq familles de fittavoli, qui souvent vivaient dans des maisons isolées, pour une moyenne de vingt familles tous les cent kilomètres carrés. Le fermier ou le propriétaire de la cascina, ne vivaient la plupart du temps pas dans la ferme. Dans le cas contraire, leur habitation était l'édifice le plus grand, situé au centre de la cascina. Le régisseur était seul à communiquer avec le patron avec lequel il avait un rapport de confiance et restait en contact étroit. Il recevait une double rétribution par rapport à ses subordonnés.
Le paysan qui, dans la cascina, contrôlait l'exécution des travaux sous les ordres du fittavolo ou du patron était le fattore (régisseur). Celui-ci était responsable de la totalité de l'exploitation agricole et organisait le travail des autres agriculteurs. À l'époque où la majorité des paysans était salariés permanents, occasionnels ou métayers (sous contrat de métayage), le régisseur remplissait les fonctions du fermier ou du patron de l'exploitation. À part dans les cascine les plus vastes, le régisseur ne vivait pas non plus sur place.
Étant donné la quantité de paysans qui travaillaient à la cascina, ceux-ci étaient spécialisés. Vivaient normalement à la ferme les paysans qui avaient une fonction essentielle pour l'exploitation agricole comme les :
- campari (it), chargés de la maintenance des canaux d'irrigation et des rogge ;
- bergamini, chargés du bétail et du fourrage ;
- casari, chargés de la préparation du fromage ;
- contadini, chargés de divers travaux mais en premier lieu de la coupe du foin pour le bétail ;
- bifolchi (laboureur) ou cavallanti (palefrenier), chargés des mêmes fonctions, labourage, hersage, défrichage, des champs à l'aide d'animaux de trait, leur appellation est liée à l'animal utilisé : les bifolchi une paire de bœufs, les cavallanti un ou deux chevaux ; ils s'occupent également des soins aux animaux qui leur sont confiés ;
- campagnoni, chargés de la gestion de l'eau.

À côté de ces catégories spécialisées, s'affairent des garzoni (valets de ferme) au rôle varié : famigli (serviteurs), manzolai (bouviers), stallieri (garçons d'écurie), fatutto (homme à tout faire), mietitori (moissonneur), etc. Dans les cascine les plus grandes, on trouve aussi des artisans comme les maniscalco (maréchal-ferrant), sellaio (sellier), falegname (menuisier), muratore (maçon), fabbro (forgeron), etc. Et parmi les salariés saisonniers, les mietitori (moissonneurs), tagliariso (coupeurs de riz), mondine (repiqueuses de riz), etc.

## Localisation
En Lombardie, plus particulièrement dans la province de Varese, ainsi que dans quelques communes du Piémont, ces immenses fermes sont à l'origine de nombre de frazioni (hameaux), auxquelles elles ont donné leur nom sous la forme cascina, cascine, cascinale, ca', cà ou cá :

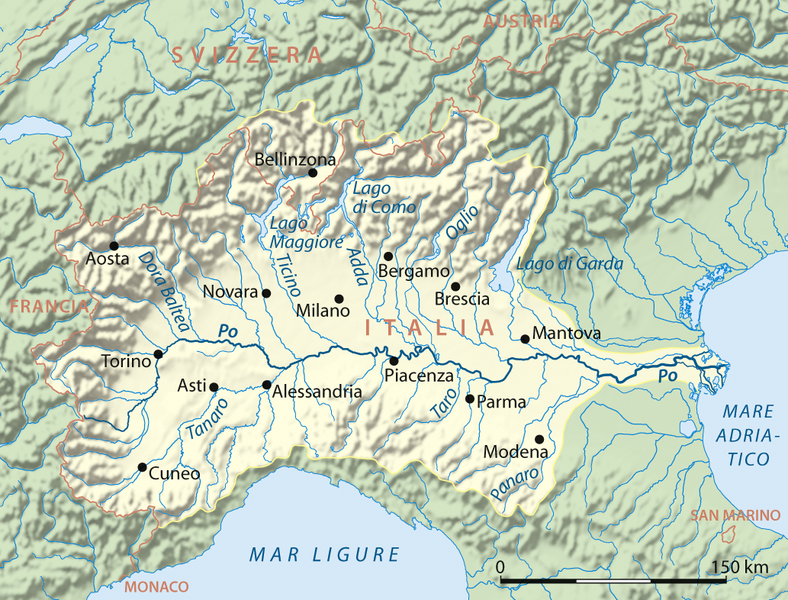
Bassin du Pô.
Bassa padana.
Lombardie.
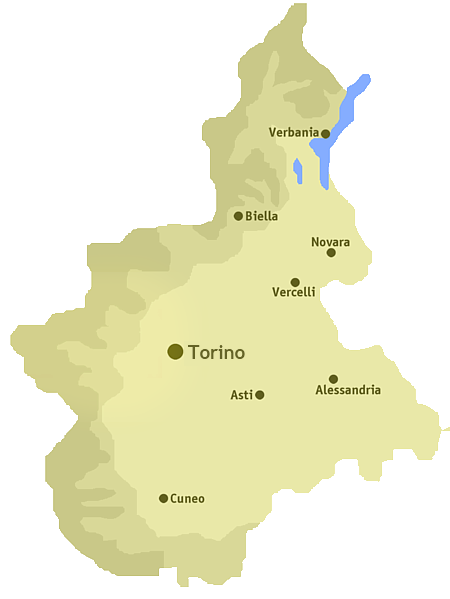
Piémont.

| - Province de Bergame - Commune de Casirate d'Adda : Cascine San Pietro - Commune de Cenate Sotto : Cascina Serbello - Province de Come - Commune de Bellagio : Cascine Gallasco - Commune de Cantù : Cascina Amata - Commune de Carbonate : Cascina Cipollina, Cascina Abbondanza - Commune de Carimate : Cascina Valle - Commune de Lambrugo : Cascina Giulia - Commune de Limido Comasco : Cascina Restelli - Commune de Monguzzo : Cascina Bindella, Cascina Enrichetta, Cascina Nuova, Cascina San Biagio, Cascina Solferino - Province de Crémone - Commune de Cicognolo : Cascina Casamarza, Cascina Cascinetto, Cascina Dosso Pallavicino, Cascina San Domnino, Cascina Riberio - Commune de Palazzo Pignano : Cascine Capri, Cascine Gandini - Province de Lecco - Commune de Casatenovo : Cascina Bracchi - Province de Monza et de la Brianza - Commune d'Arcore : Cascina del Bruno - Commune de Mezzago : Cascina Orobona, Cascina Palazzina - Commune de Misinto : Cascina Nuova, Cascina Sant'Andrea - Commune de Sulbiate : Cascina Cà | - Province de Milan - Commune de Basiglio : Cascina Vione, Cascina Colombaia - Commune de Bollate : Cascina del Sole, Cassina Nuova - Commune de Cassano d'Adda : Cascine San Pietro - Commune de Castano Primo : Cascina Malpaga, Cascina Cantona, Cascina Cornalina, Cascina Saronna - Commune de Corbetta : Cascina Americana, Cascina Brambilla, Cascina Buscaglia, Cascina Cantalupa, Cascina Chiappana, Cascina Cucca, Cascina Leone Santi, Cascina Magentola, Cascina Malpaga, Cascina Malpiazza, Cascina Nuova, Cascina Pobbietta, Cascina Preloreto, Cascina Sacra Famiglia, Cascina Morlacca - Commune de Cornaredo : Cascina Croce, Cascine Torrette - Commune de Settimo Milanese : Cascine Olona - Commune de Solbiate Arno : Cascina Colombera, Cascina Martinazzo, Cascina Monte Forte, Ronchetto, Cascina Maggiolino - Commune de Taino : Cascina Pianazzo, Cascina Marina - Commune de Vimodrone : Cascina Crivella - Province de Pavie - Commune d'Albuzzano : Cascina De Mensi - Commune de Broni : Cascina Monache - Commune de Certosa di Pavia : Cascine Calderari - Commune d'Olevano di Lomellina : Cascine Vallazza - Commune de Valle Lomellina : Cascina d'Allona, Cascina dei Risi |  |

| - Province de Varese - Commune d'Arcisate : Cascina Marinoni, Cascina Fontaine, Cascina Or - Commune de Arsago Seprio : Cascina Ronco di Diana, Cascina Vernolo, Cascina Risora - Commune d'Azzate : Cascina Galgino, Cascina Prada, Cascina Fiori, Cascina Maccana, Cascina Fornace - Commune de Bedero Valcuvia : Cascina Marteghetta - Commune de Besnate : Cascina Ronchetti, Cascina Gaggio, Cascina Laghetto, Cascina Mora - Commune de Borgosesia : Cascina Agnona - Commune de Brebbia : Cascina Cucù - Commune de Bregano : Cascina Quaglia - Commune de Brenta : Cascina Ronco d'Emezzo, Cascina Besozzo - Commune de Brinzio : Cascina Valicci - Commune de Busto Arsizio : Cascina Borghetto, Cascina Borsa, Cascina Bottigelli, Cascina Favana, Cascina del Lupo, Cascina Selvascia, Cascina Vignone ; Cascina Brughetto, Cascina des Poveri, Cascina Burattana, Cascina del Manzo, Cascina Elisa, Cascina Malpensa - Commune de Cadrezzate : Cascina Margine, Cascina dei Ladri, Cascina della Torbiera, Cascina Belvedere - Commune de Cairate : Cascina Cattaneo, Cascina Bianchi - Commune de Cantello : Cascina Fò, Cascine Pau - Commune de Cardano al Campo : Cascina Stella - Commune de Carnago : Cascinna San Remigio - Commune de Caronno Pertusella : Cascina San Bernardino, Cascina Croci, Cascina San Grato - Commune de Caronno Varesino : Cascina Fornace, Cascina Brughiera, Cascina Mirasole, Cascina Polla - Commune de Casale Litta : Cascina Fabricco, Cascina Gaggio, Cascina della Costa, Cascina Castellazzi, Cascina degli Alberi, Cascina Piattè, Cascina Motta, Cascina Palude, Cascina del Giuoco - Commune de Casalzuigno : Cascina Sanda - Commune de Castelseprio : Cascina Moriggi, Cascina Monastero, Cascina Ronche - Commune de Castelveccana : Cascina Boraffora - Commune de Castiglione Olona : Cascina Bisocco, Cascina Falcetta, Cascina Novate, Cascina Villafranca, Cascina Bisocco - Commune de Castronno : Cascine Maggio - Commune de Cavaria con Premezzo : Cascina Motta, Cascina Cantalupo - Commune de Cazzago Brabbia : Cascina Costa - Commune de Cislago : Cascina Visconta - Commune de Cittiglio : Cascine - Commune de Cocquio-Trevisago : Cascina Stoppada, Cascina Laghetti - Commune de Comabbio : Cascina Zerbino, Cascina della Palude - Commune de Comerio : Cascina Campi - Commune de Cremenaga : Cascina Porsù - Commune de Cuveglio : Casina Boffalora - Commune de Daverio : Cascina Spazzacamino, Cascina San Giovanni - Commune de Ferno : Cascina Bellaria, Cascina Borletti - Commune de Galliate Lombardo : Cascina Campaccio, Cascina Pratovecchio, Cascina del Gaggio, Cascina Carabietta - Commune de Gallarate : Cascina Maggetto, Cascina Valletta, Cascina Monte, Cascina Calcaterra, Cascina Capelloni - Commune de Gazzada Schianno : Cascina Lucchi - Commune de Gerenzano : Cascina Grassina, Cascina Laghetti - Commune de Golasecca : Cascina Jelmini - Commune de Gorla Minore : Cascina Mirabello, Cascina Deserto - Commune de Gornate-Olona : Cascina Novella, Cascina Monastero, Cascina Maniga - Commune de Grantola : Cascina Novella, Cascina Monastero, Cascina Maniga | - - Commune d'Inarzo : Cascina Monte di Inarzo - Commune d'Induno Olona : Cascina Brughiere, Cascina Selve - Commune d'Ispra : Cascina Monzeglio, Cascina Silvano, Cascina Levorascio, Cascina S.Giacomo, Cascina Antonetto, Cascina Teresa, Cascina Monte - Commune de Lonate Ceppino : Cascina Zerbo, Cascina Brughieraccia, Cascina Lumaga, Cascina Zuffolino - Commune de Lonate Pozzolo : Cascina La Fornace, Cascina San Giuseppe, Cascina Belvedere, Cascina Mainini, Cascina Caldarona, Cascina Parravicino, Cascina della Maggia, Cascina Semprevento - Commune de Luino : Cascina Pastore - Commune de Luvinate : Cascina San Vito, Cascina Zambella - Commune de Malgesso : Cascina Selvetta, Cascina Collina, Cascina Mirabello, Roncaglia, Cascine San Michele, Cascina Costanza, Cascina Vigna - Commune de Marzio : Cascine - Commune de Mercallo : Cascina Boga, Cascina Bellingera - Commune de Mesenzana : Le Cascine - Commune de Morazzone : Cascina Roncaccio, Cascina Coronaccio, Cascina Ronchetto, Cascina Mezzanella, Cascina Pagliate - Commune de Mornago : Cascina Paccini, Cascina Sarticcio, Cascina Bosco grosso, Cascina Longina, Cascina Ronchetto, Cascina Rossi, Cascina Risora - Commune d'Oggiona con Santo Stefano : Cascina Laghetto, Cascina San Vittore, Cascina Campo da Pozzo - Commune d'Olgiate Olona : Cascina Solbiati, Cascina Cerini, Cascina Belvisi - Commune de Origgio : Cascina Solbiati, Cascina Cerini, Cascina Belvisi - Commune d'Osmate : Cascina Bettole, Cascina della Costa, Cascina Campagna, Cascina Pometta, Cascina del Monte, Cascina Fontanazza - Commune de Porto Valtravaglia : Cascina Profarè, Cascina Bassa - Commune de Ranco : Cascina Giulia, Le Cascine - Commune de Samarate : Cascina Costa, Cascina Elisa - Commune de Sesto Calende : Cascina Brivio, Cascina Motta, Cascina Presualdo, Cascina Nuova, Cascina Pravecchio, Cascina Sommaruga, Cascina Impiove, Cascina Bassone, Cascina della Guardia, Cascina del Passero, Cascina Ghiffa, Cascina Lavaggione, Cascina Fornace, Cascina Brughiera, Cascina Ronco, Cascina Monastero, Cascina Bilesa - Commune de Solbiate Olona : Cascina Brugherezza - Commune de Somma Lombardo : Cascina della Valle, Cascina del Legato, Cascina Frutteti, Cascina Mazzafame, Cascina Torretta, Cascina Ciecco, Cascina Peduzza, Cascina Mombello, Cascina Casello, Cascina Vigano, Cascina Torriani, Cascina di Orsa, Cascina Belvedere, Cascina Saporiti - Commune de Sumirago : Cascina Ronco, Cascina Immacolata, Cascina S.Maria, Cascina Vittoria, Cascina Costa, Cascina Appolloni, Cascina Oneda, Cascina Mottone, Cascina Carlo Andrea - Commune de Tradate : Cascina Villafranca, Cascina Sanità - Commune de Travedona-Monate : Cascina Carolina, Cascina Lanchè, Cascina Tomasina, Cascina Piedimonte, Cascina Zavattè - Commune d'Uboldo : Cascina Malpaga - Commune de Varèse : Cascina Gualtino, Cascina Mentasti - Commune de Vedano Olona : Cascina Celidonia, Cascina Ronco - Commune de Vergiate : Cascina Cajelli, Cascina Nuova, Cascina Ciabattino, Cascina Prada, Cascina Pezzone, Cascina Torretta, Cascina Fornace, Cascina San Gallo, Cascina Ronchetto, Cascina del Rosso, Cascina Boschetti, Cascina Stradazzi, Cascina Campirolo, Cascina Livello, Cascina Porca, Cascina delle Selve, Le Cascine - Commune de Viggiù : Cascina Case Nuove |

| - Province d'Alexandrie - Commune d'Alexandrie : Cascina Grossa - Commune de Balzola : Cantone Cascine - Commune de Bosco Marengo : Quattro Cascine - Commune de Carpeneto : Cascina Vecchia - Commune de Castellazzo Bormida : Cascina Santa Barbara, Cascina San Leonardo, Cascina Campagna, Cascina Campagnotta, Cascina Scacca, Cascina Zerba, Cascina Maddalena, Cascina Maranzana, Cascina Bergamina, Cascina Rampina - Commune de Costa Vescovato : Cascina San Leto, Cascina Sposino - Commune de Dernice : Cascina Carano - Commune de Francavilla Bisio : Cascina della Signora - Commune de Gremiasco : Cascina Bricchetti, Cascina Guardamonte, Cascina Marianna - Commune de Quattordio : Cascina Olivazzi, Cascina Rocca Civalieri - Commune de Spineto Scrivia : Cascina Marianna - Province de Turin - Commune de Airasca : Cascinette - Commune de Candia Canavese : Cascine - Commune de Carignano : Cascina San Martino, Cascina Gabbia - Commune de Chieri : Cascina Monza - Commune de Cuceglio : Cascine Cuffia - Commune de Lusernetta : Cascina Gerard - Commune de Pignerol : Cascina della Cappella, Cascina Ghiotta, Cascina Gili, Cascina Nuova, Cascina Pol - Commune de Rivoli : Cascine Vica - Commune de Romano Canavese : Cascine di Romano - Commune de Salassa : Cascina Fenale - Commune de San Benigno Canavese : Cascina Mure, Cascina Bruciata - Commune de San Mauro Torinese : Cascina del Mulino - Commune de Villar Focchiardo : Cascina Roland - Commune de Villar Perosa : Cascina Grossa, Cascina Marronea - Commune de Villastellone : Cascina Monache - Commune de Volpiano : Cascine Di Malone | - Province d'Asti - Commune de Buttigliera d'Asti : Cascina Bergandino, Cascine Colombaro - Commune de Castelnuovo Don Bosco : Cascine Grosse, Cascine Garesio - Commune de Cunico : Cascine Fareto - Commune de Piovà Massaia : Cascine Freis, Cascine San Pietro, Cascine Zingari - Province de Biella - Commune de Borriana : Dosso Cascina - Commune de Callabiana : Cascina Nuova - Commune de Castelletto Cervo : Cascina Chiesa - Province de Novara - Commune de Barengo : Cascina Bischiavino, Cascina Chiesa, Cascinino, Cascina Pompogno, Cascina Quincia, Cascina Rinalda, Cascina Solarolo, Cascina Vallazza, Cascina Vallazzetta, Cascina Valsenga, Cascina Vittorio Veneto - Commune de Bellinzago Novarese : Cascina la Canova, Cascina Gavinelli, Cascina Salsa, Cascina Scaron, Cascina Boglia, Cascina Carola, Cascina Apostolo, Cascina Ballarate, Cascina Bertinella Nuova, Cascina Bertinella Vecchia, Cascina Bertolona, Cascina Bettola, Cascina Porcella, Cascina Crimea, Cascina Fratelli Frattini, Cascina L.Frattini, Cascina Marini, Cascina Nova, Cascina Pasquali, Cascina Rossini, Cascina Valpensa, Cascina Zurlo - Commune de Cameri : Cascina Argine, Cascina Bollini, Cascina Bornago, Cascina Galdina, Cascina San Biagio - Commune de Cerano : Cascina Camerona - Commune de Cureggio : Cascine Enea - Commune de Gattico : Cascinale di Muggiano - Commune de Granozzo con Monticello : Cascina Calcinara - Commune de Nibbiola : Cascina Castellana, Cascina Caldare, Cascina Gambarera, Cascina Montarsello, Cascina La Valle, Cascina Romagnolo, Cascina Dossi, Cascina Pascoli, Cascina Vicaria - Commune de Novara : Cascina Montà, Cascina Roggia Mora - Commune de Sozzago : Cascina Mietta, Cascina Milortina e Milorta - Commune de Terdobbiate : Cascina Calzavacca |

## Cascineen images

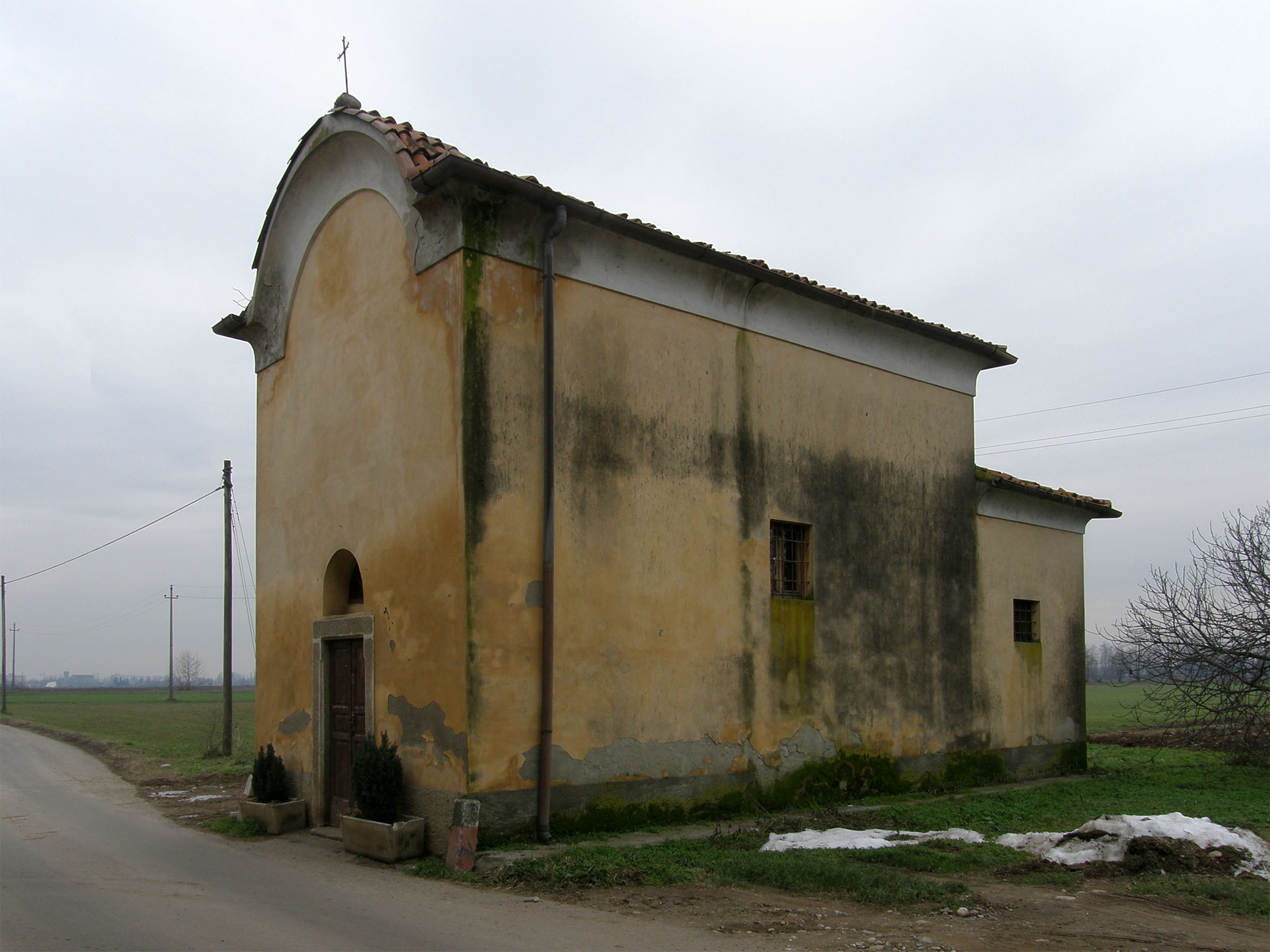
Lombardie Province de Bergame Arzago d'Adda Cascina Ravaglia, oratoire San Bernardo
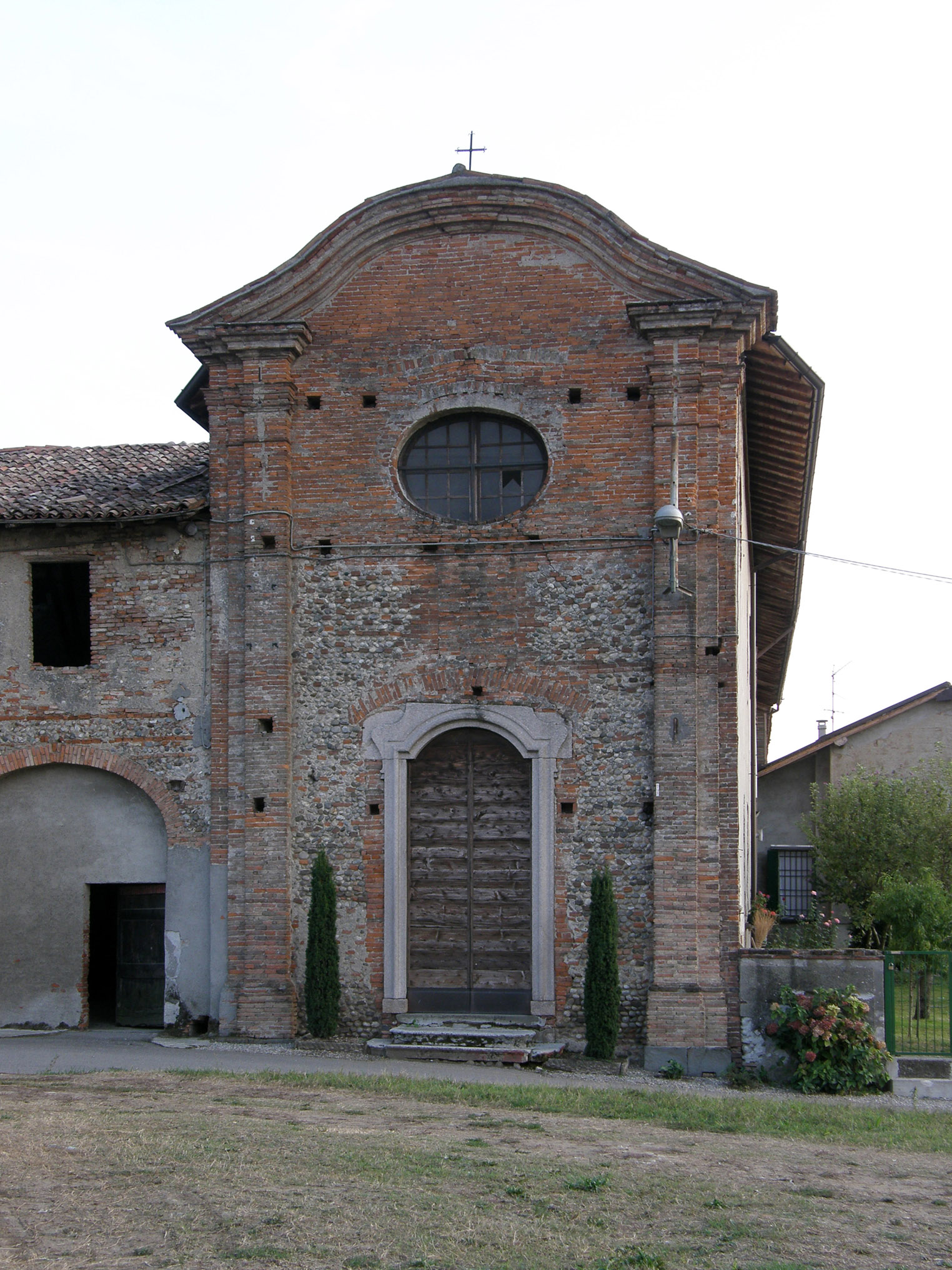
Arzago d'Adda Cascina Ravaiola, chapelle dédiée à la Beata Vergine del Rosario
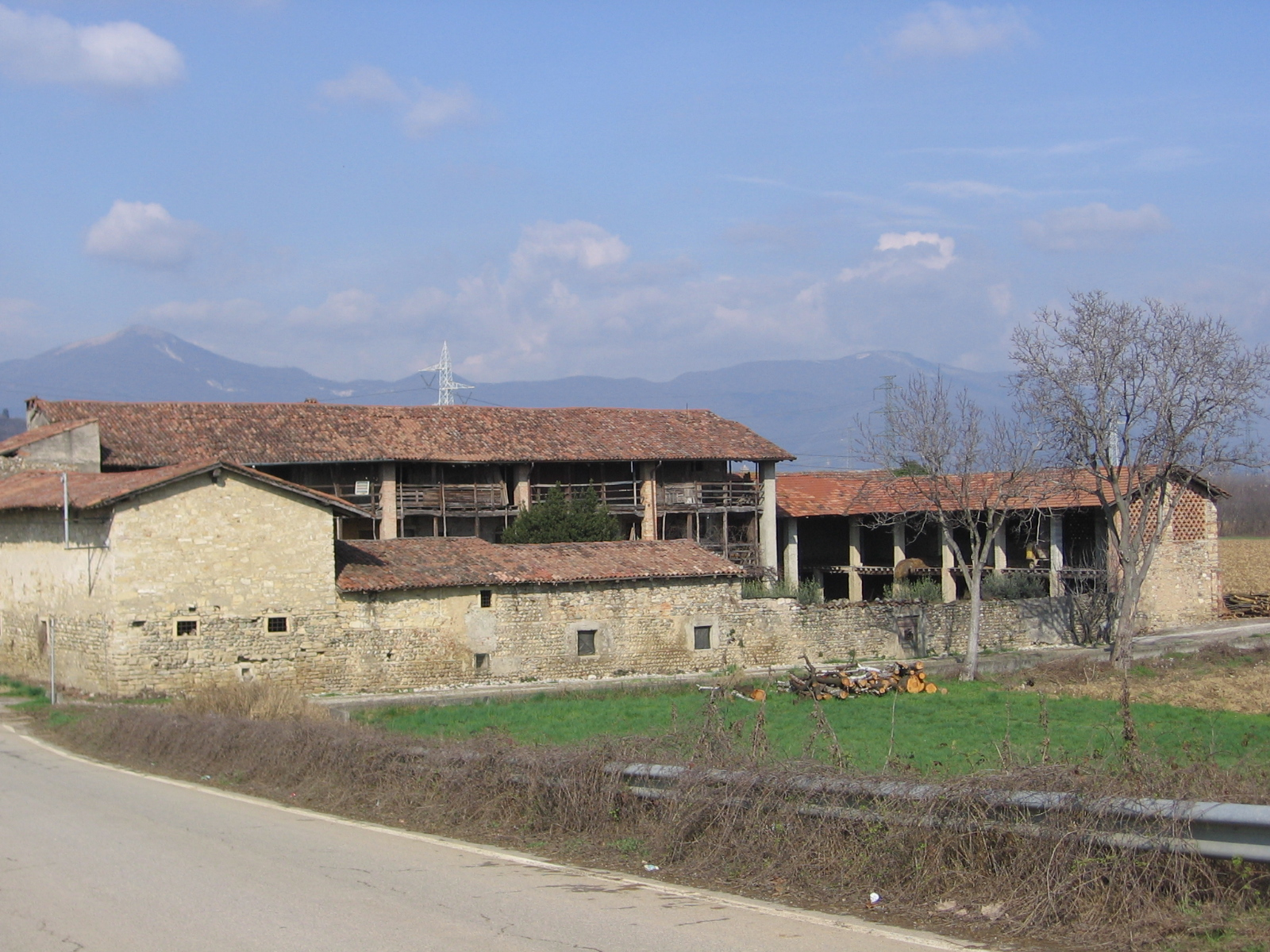
Bagnatica Cascina
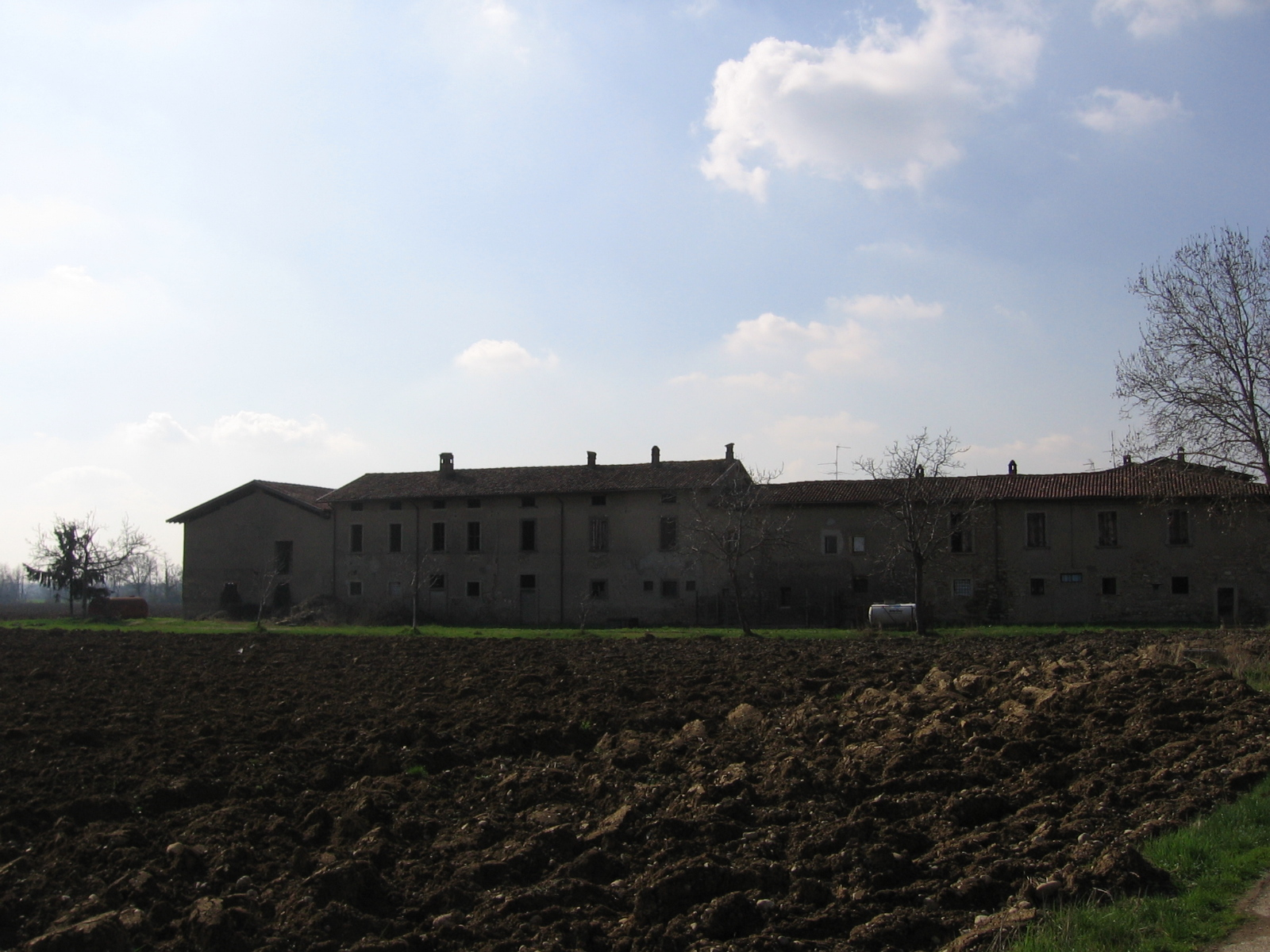
Bagnatica Cascina
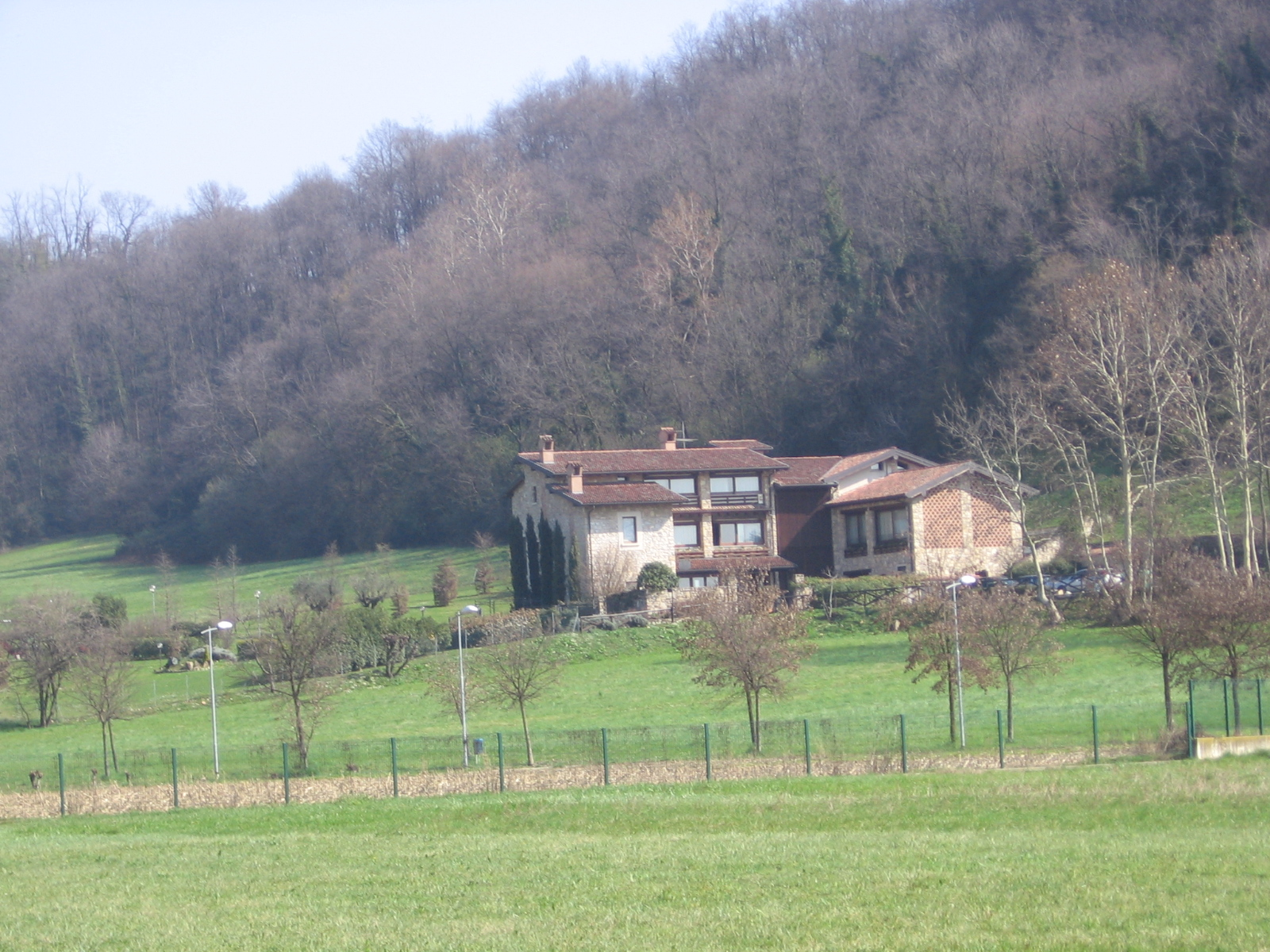
Brusaporto Cascina dei Frati
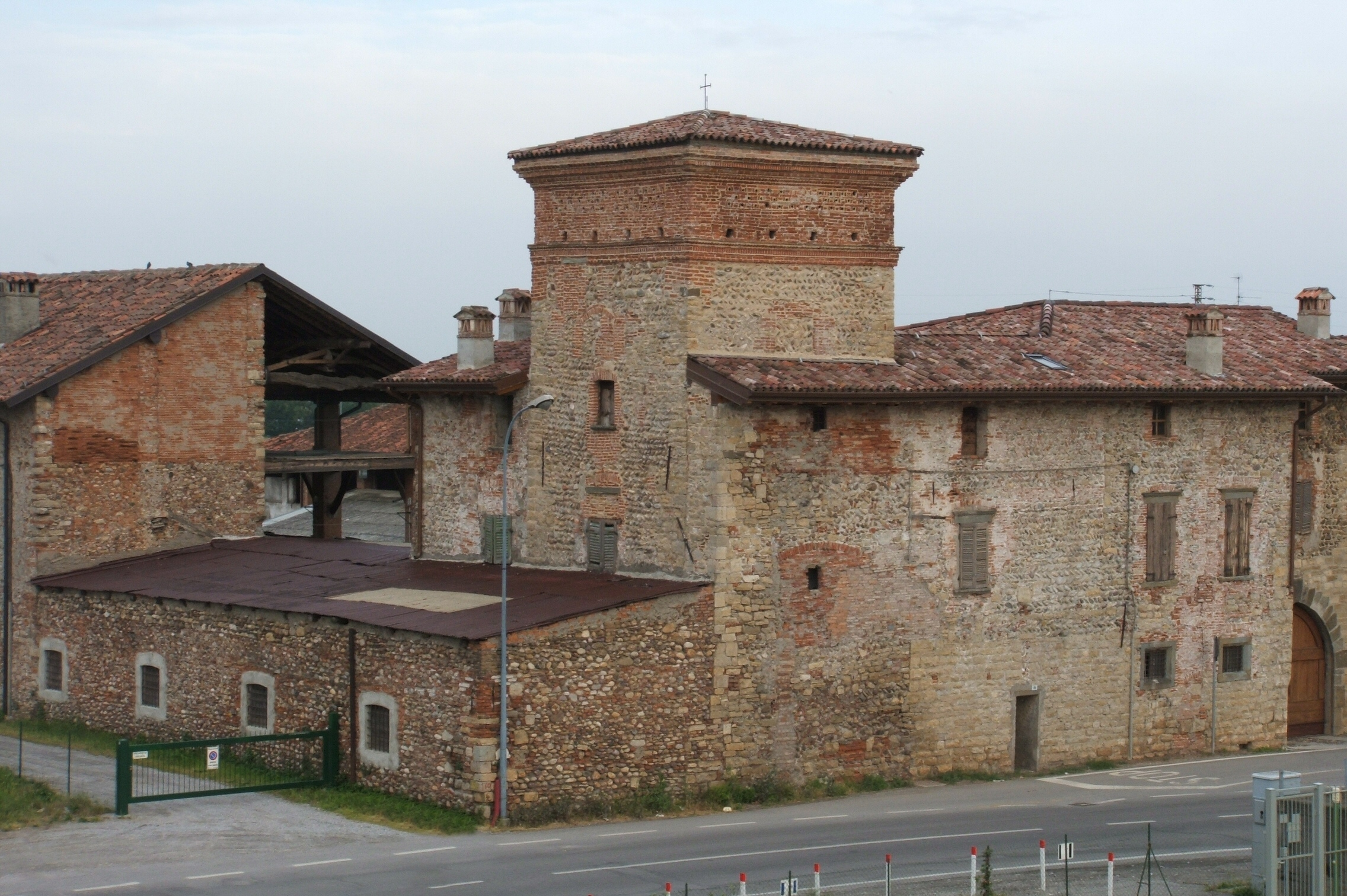
Curno Cascine Carlinga
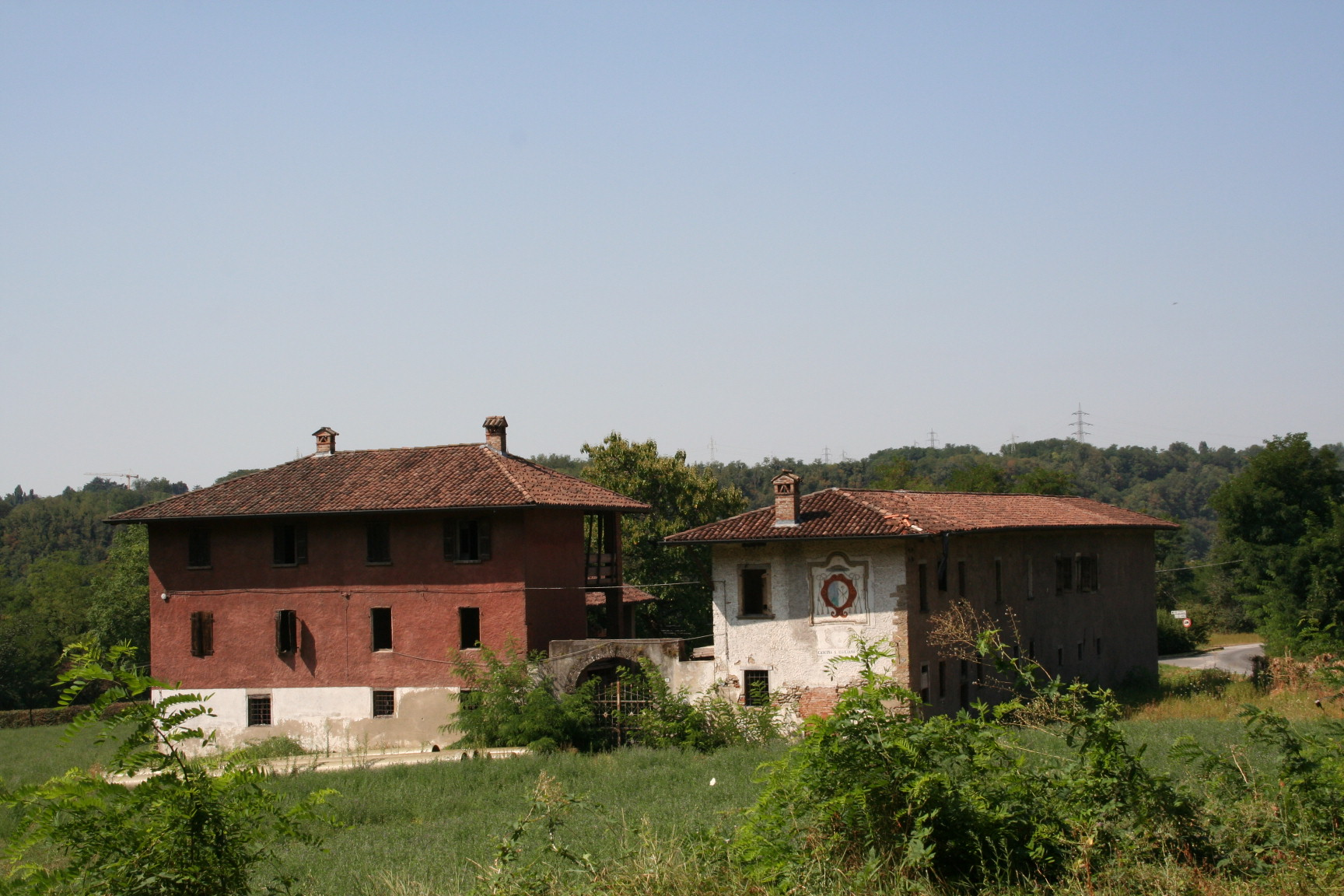
Medolago Cascina
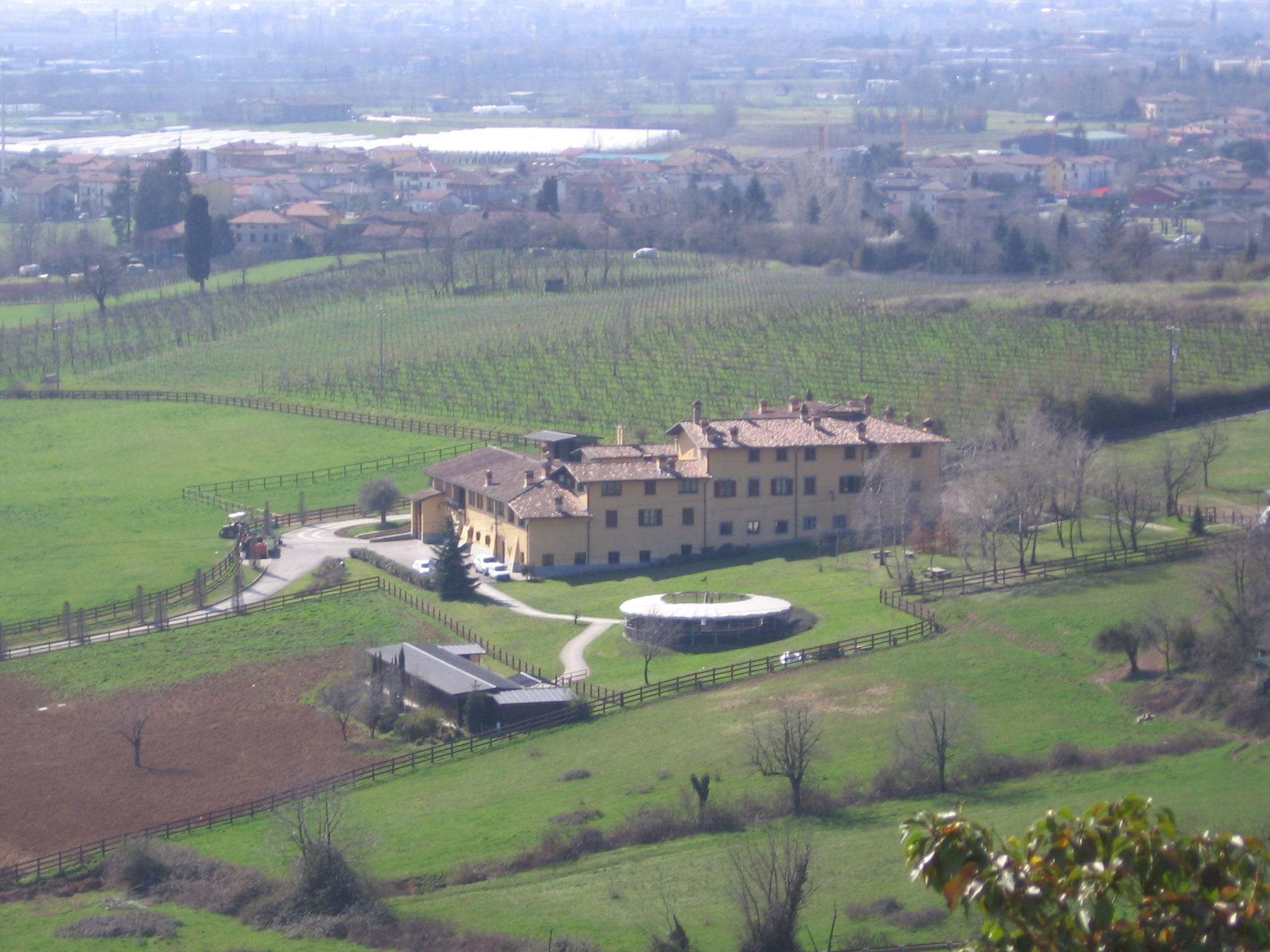
Scanzorosciate Cascine Maffioli
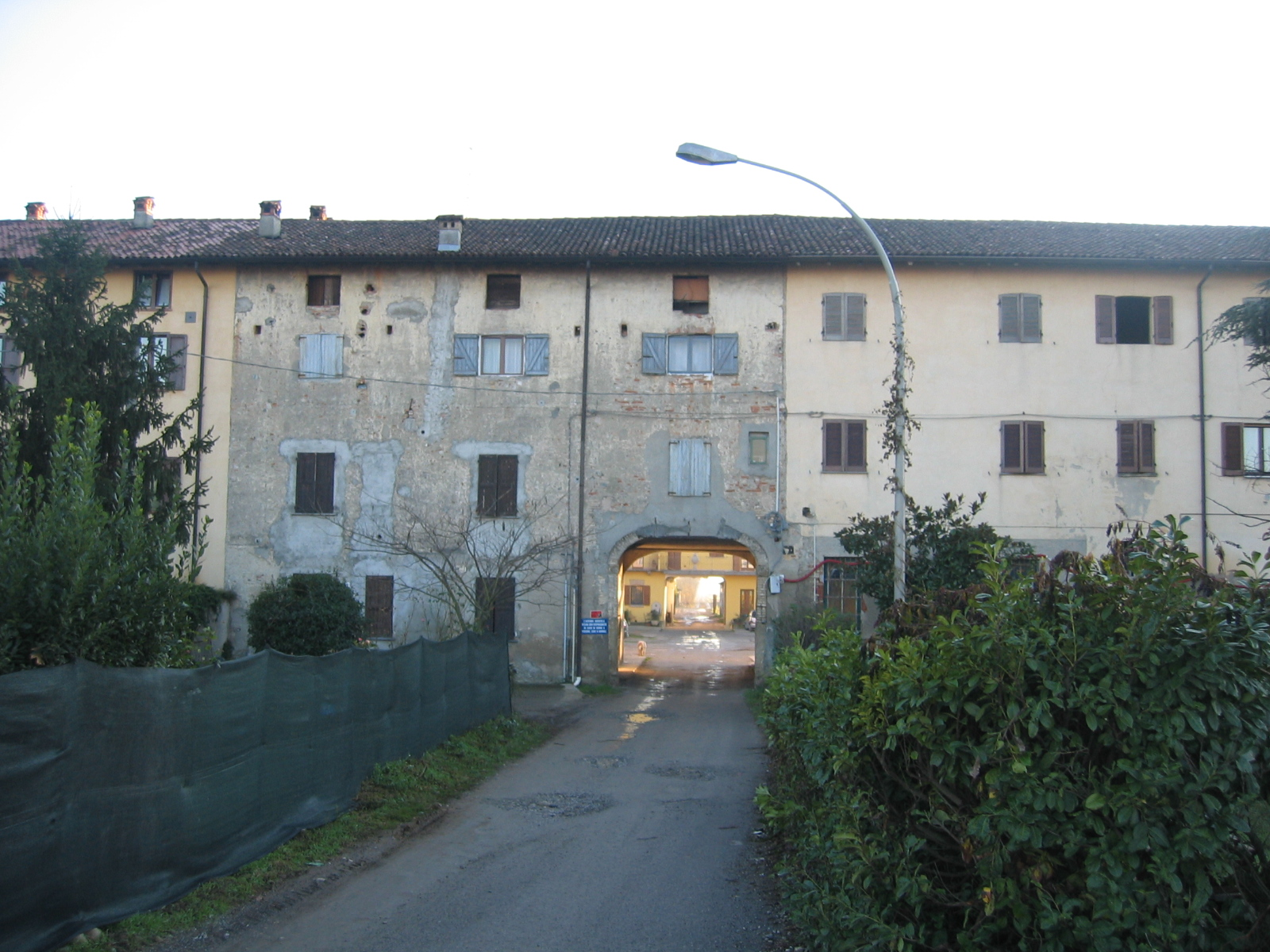
Treviglio Cascina Pezzoli
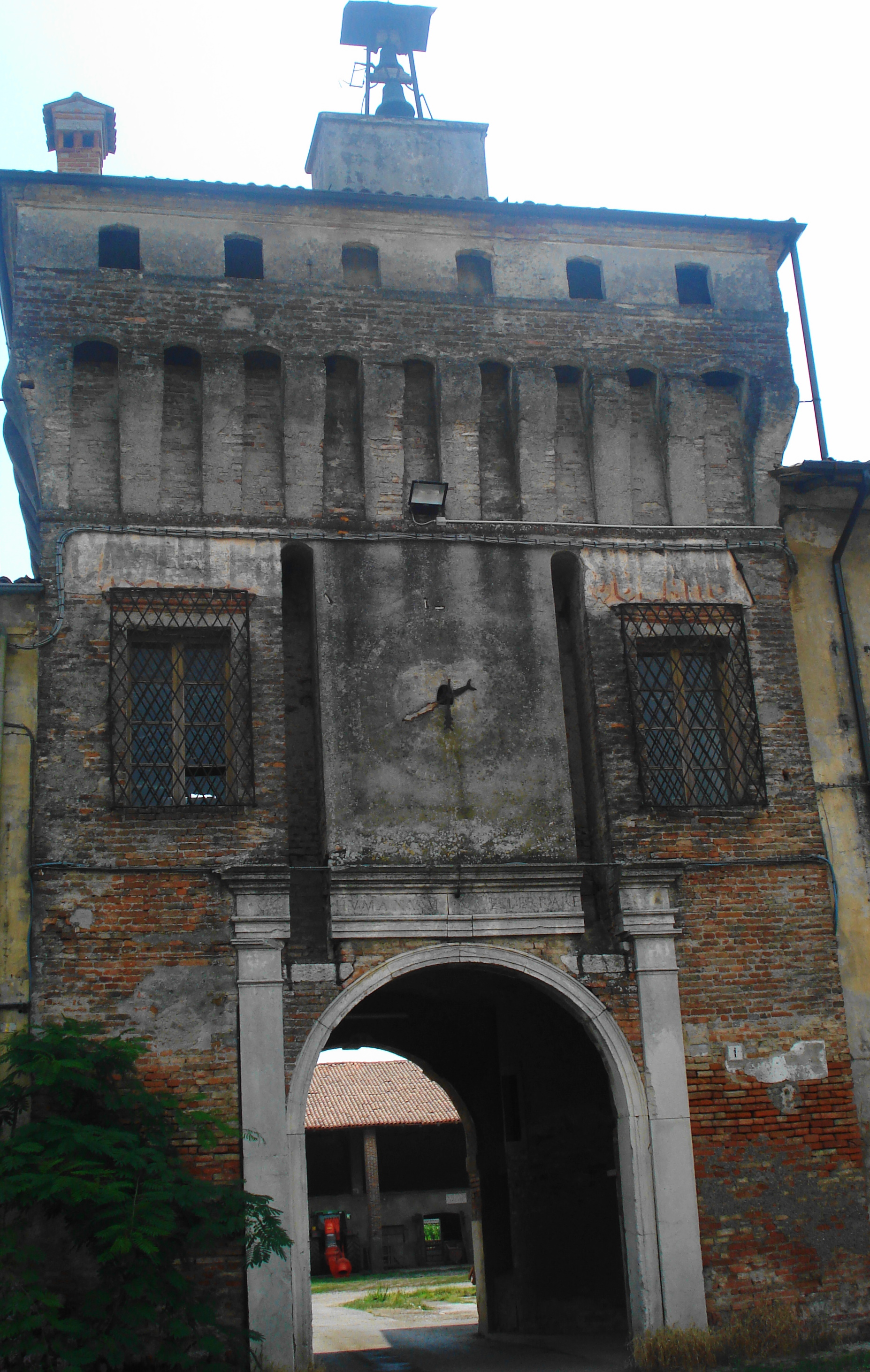
Province de Brescia Gottolengo Cascina Solaro, entrée
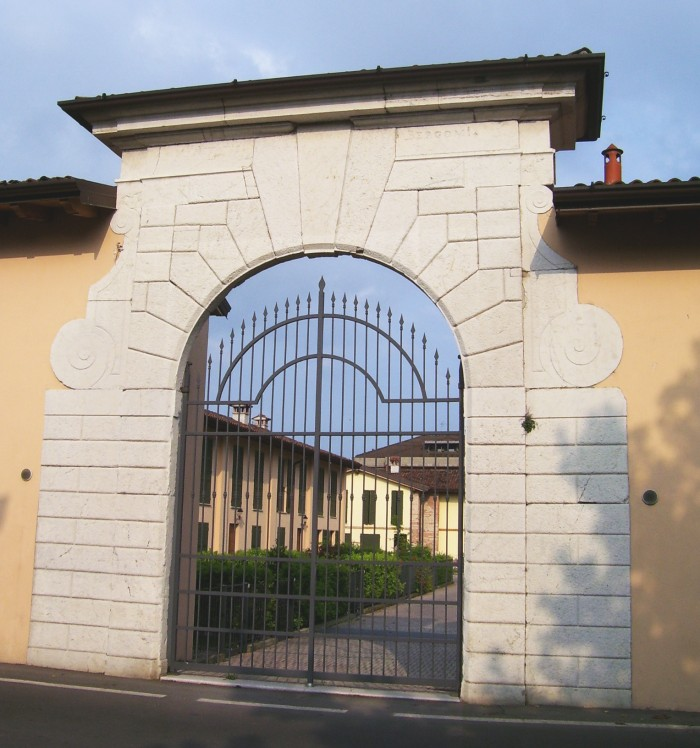
San Zeno Naviglio Cascina Pietà, portail
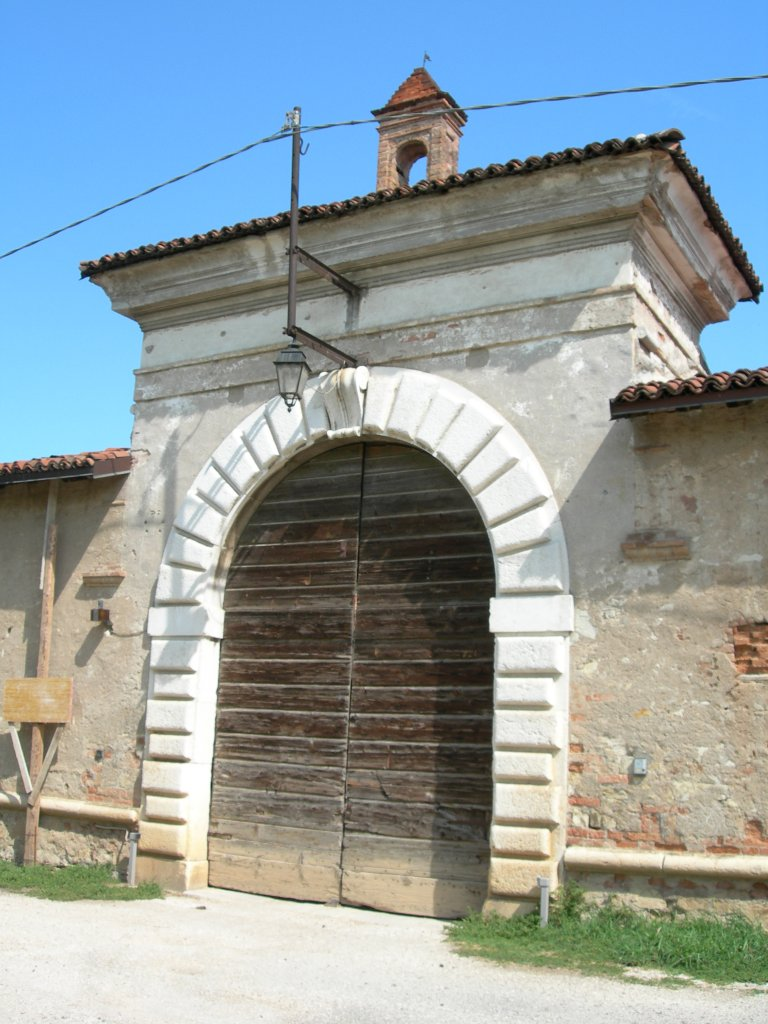
San Zeno Naviglio Cascina Pontevica, portail
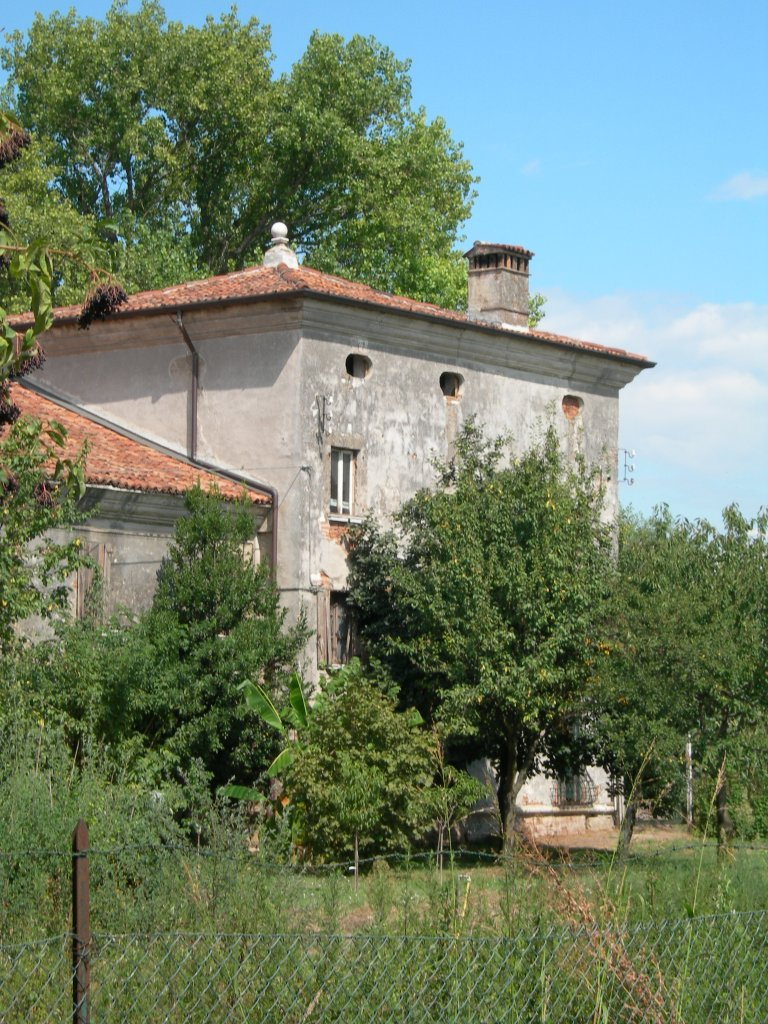
San Zeno Naviglio Cascina Pontevica, tour nord-est
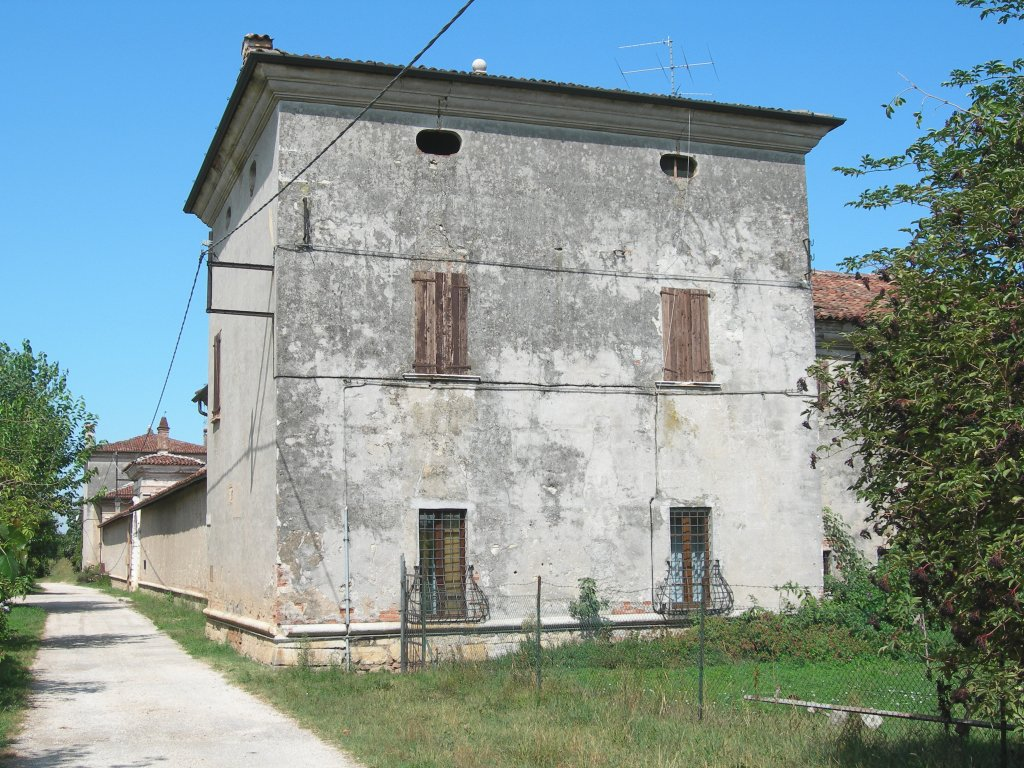
San Zeno Naviglio Cascina Pontevica, tour sud-est
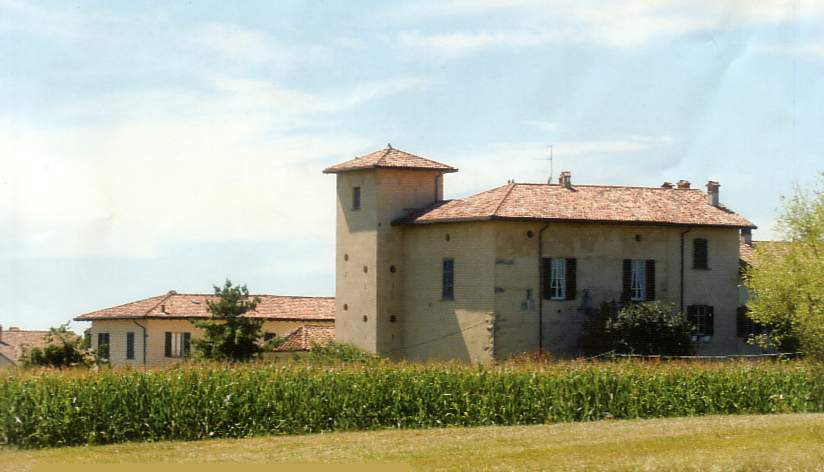
Province de Lecco Casatenovo Cascina Rancate
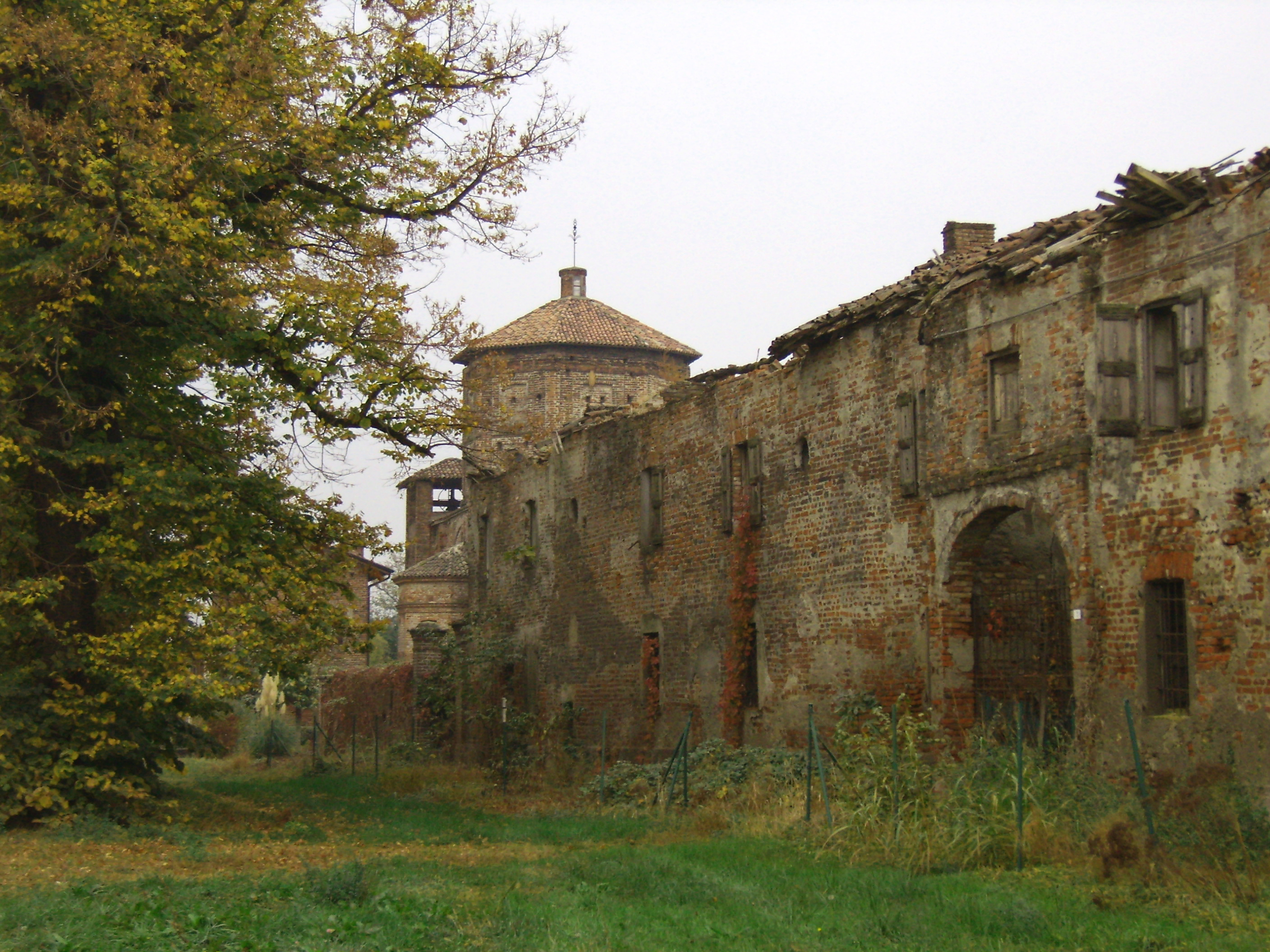
Province de Lodi Comazzo Cascina Rossate près de la frazione Lavagna
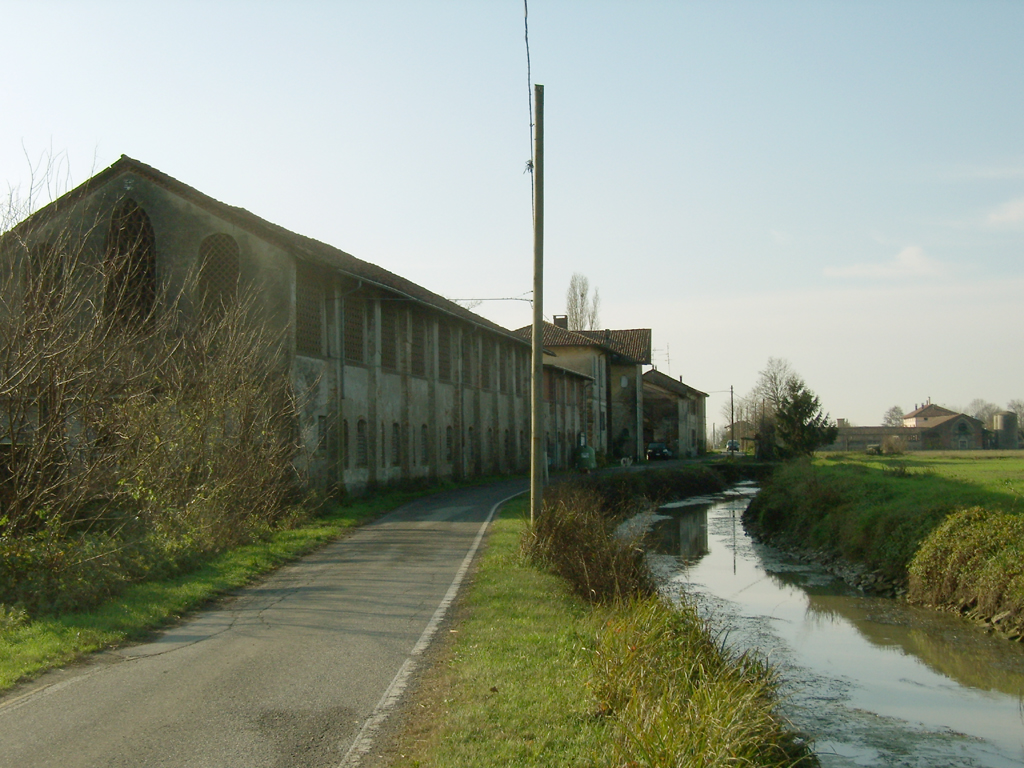
Cornegliano Laudense Cascina Campolungo
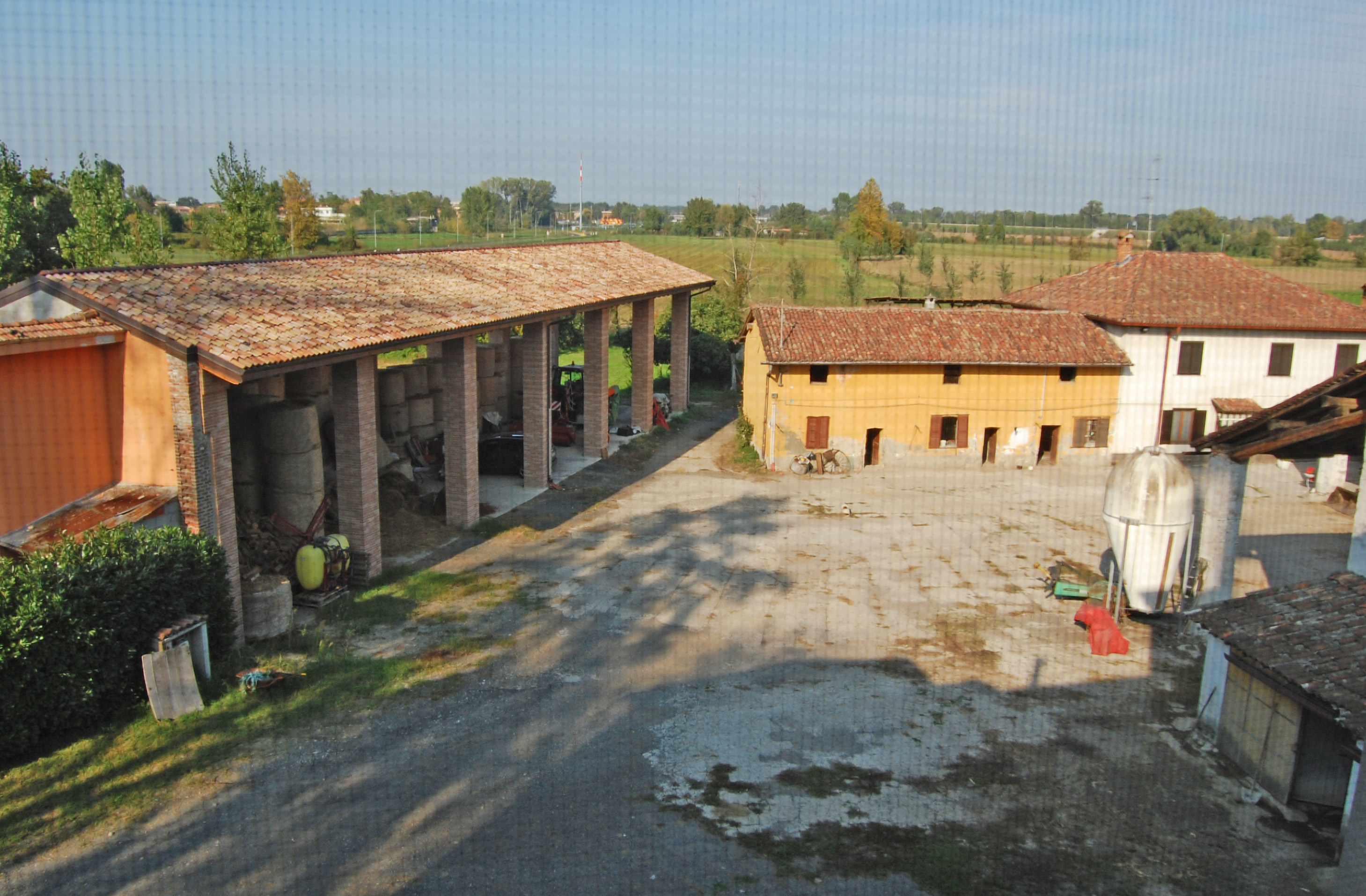
Lodi Cascina aux portes de la ville
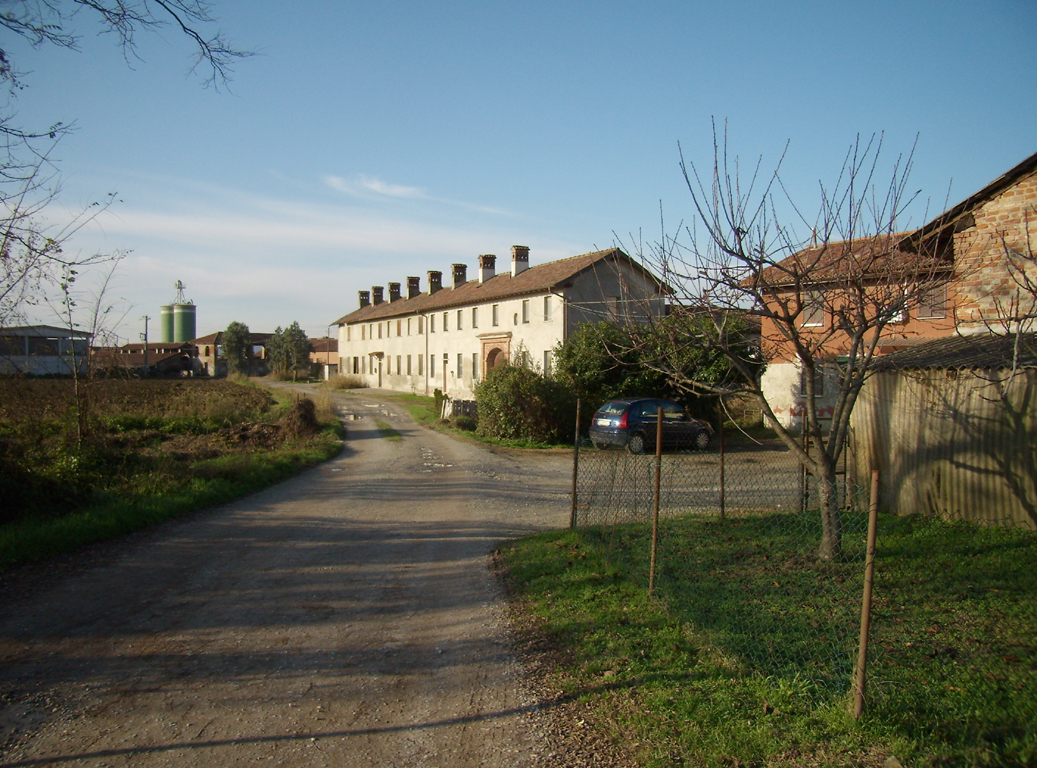
Pieve Fissiraga Cascina Andreola
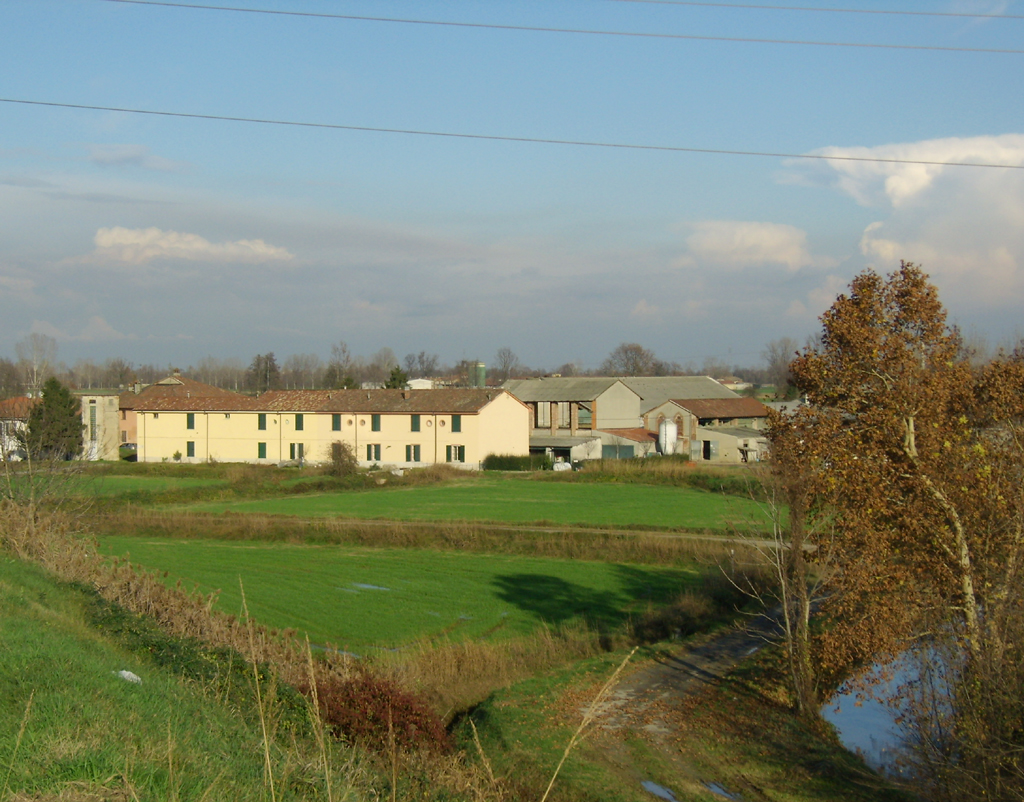
Pieve Fissiraga Cascina Malguzzana
Province de Milan Arluno, Parabiago Cascina Frisasca dans le Parco del Roccolo (it)
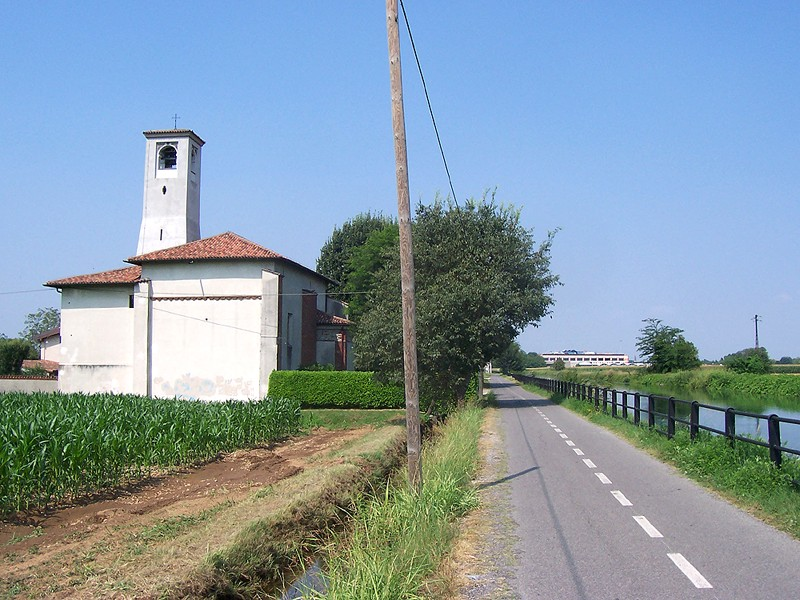
Inzago Cascina Monasterolo et le Naviglio Martesana
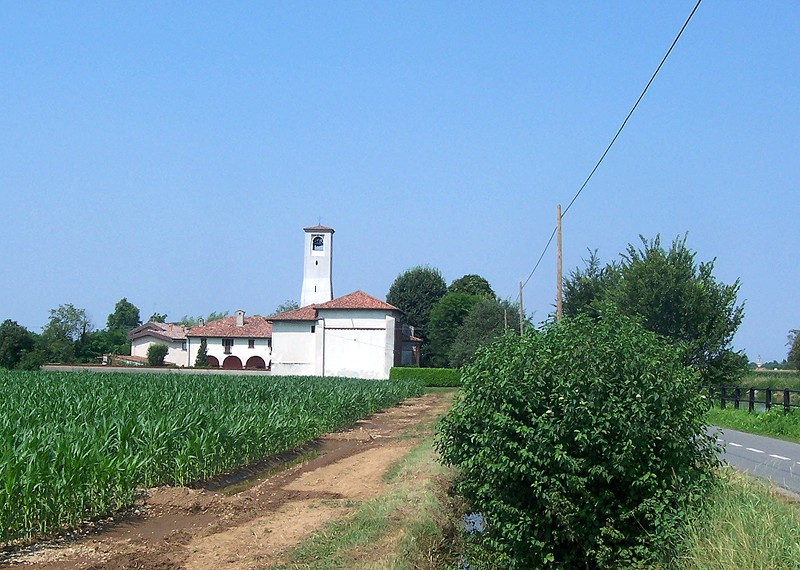
Inzago Cascina Monasterolo
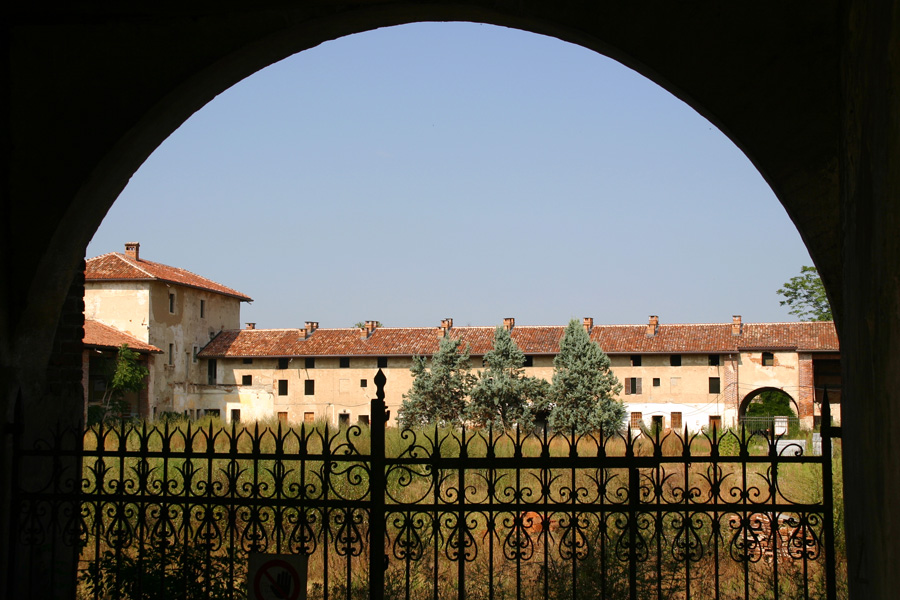
Province de Pavie Vigevano en Lomelline Cascina Sforzesca
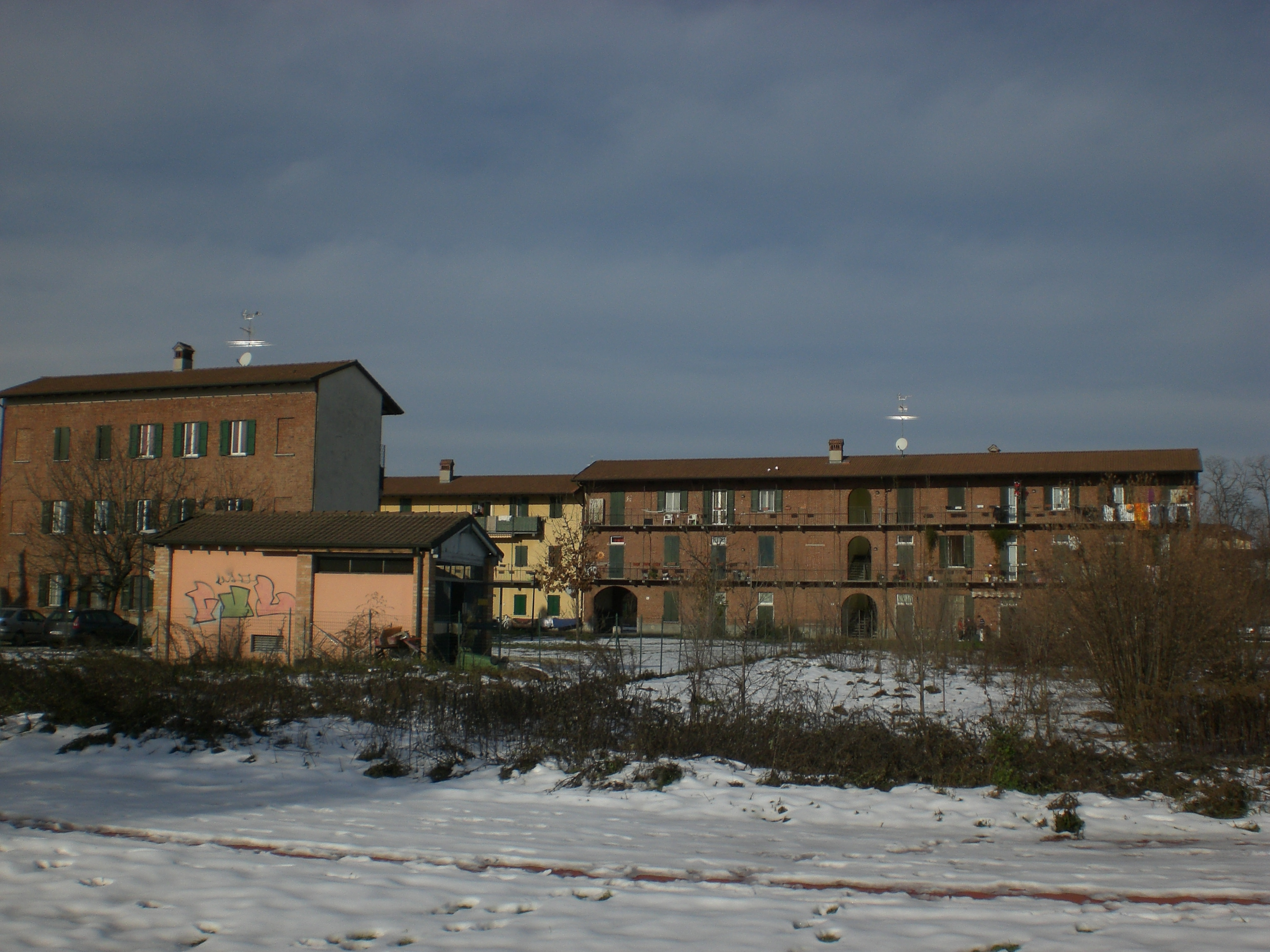
Province de Varèse Busto Arsizio Cascina Brughetto (it)
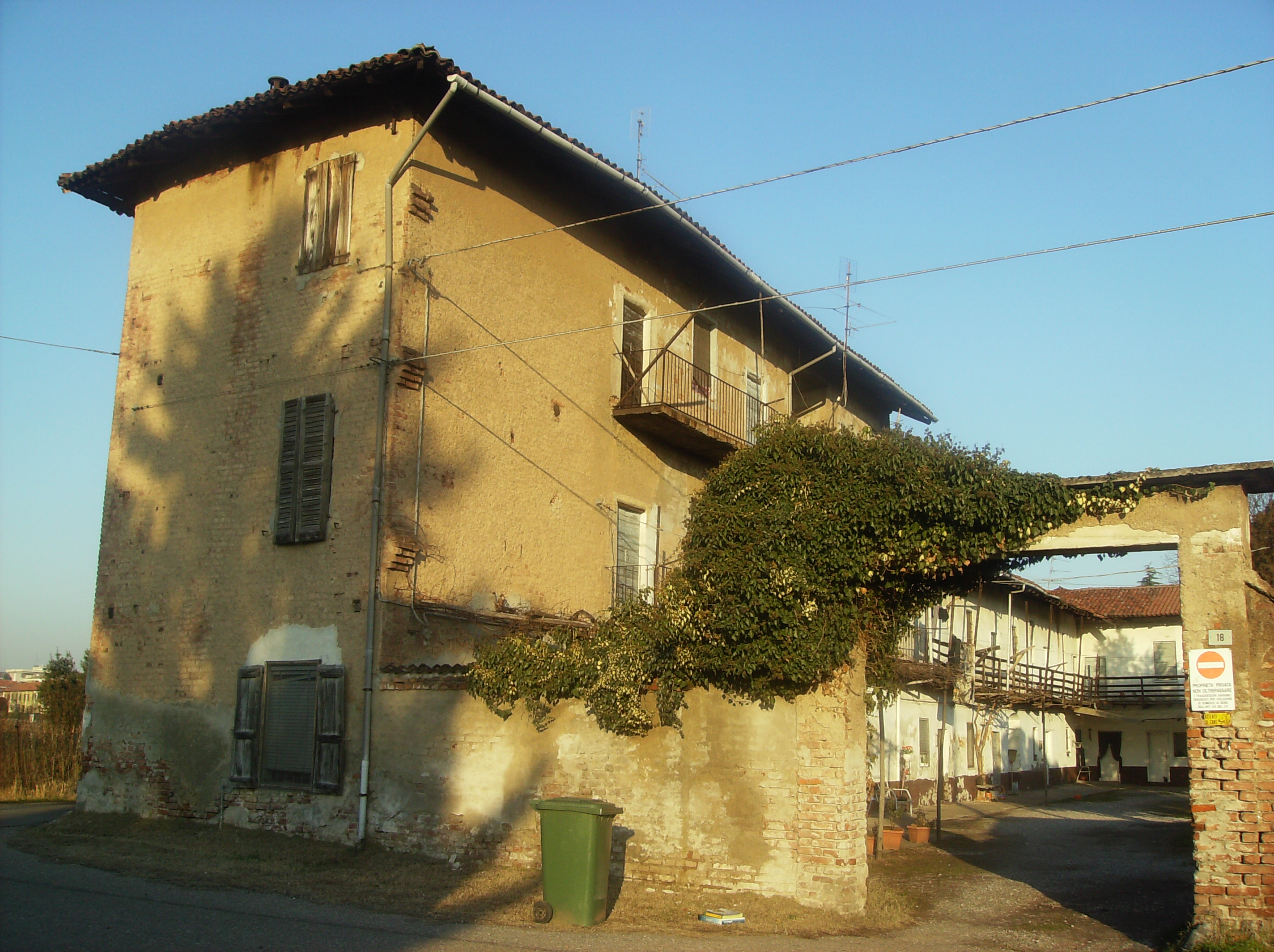
Busto Arsizio Cascina Burattana
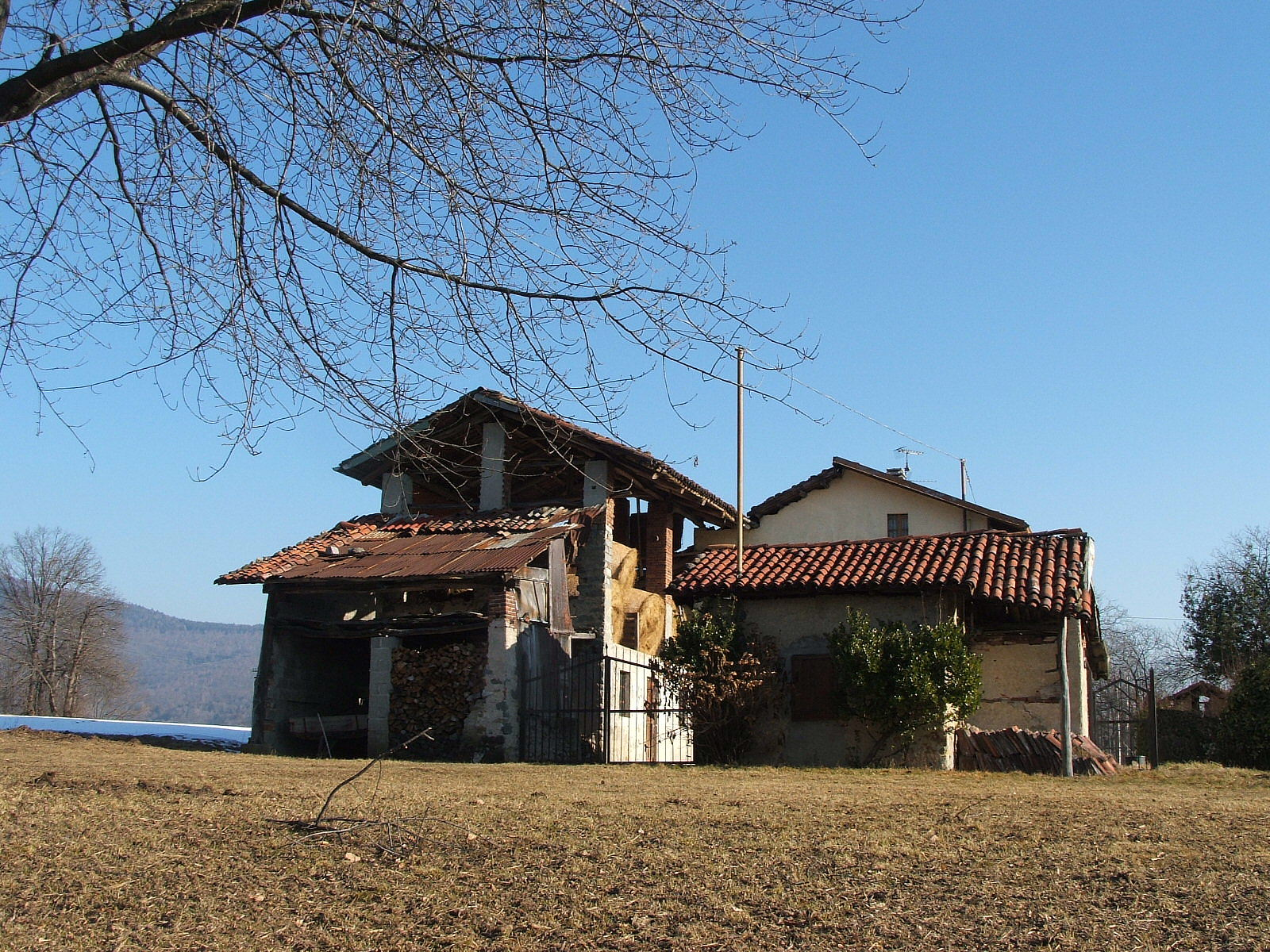
Piémont Province de Biella Tollegno Cascinale sur les hauts-plateaux entre les hameaux de Bazzera et Caramelletto
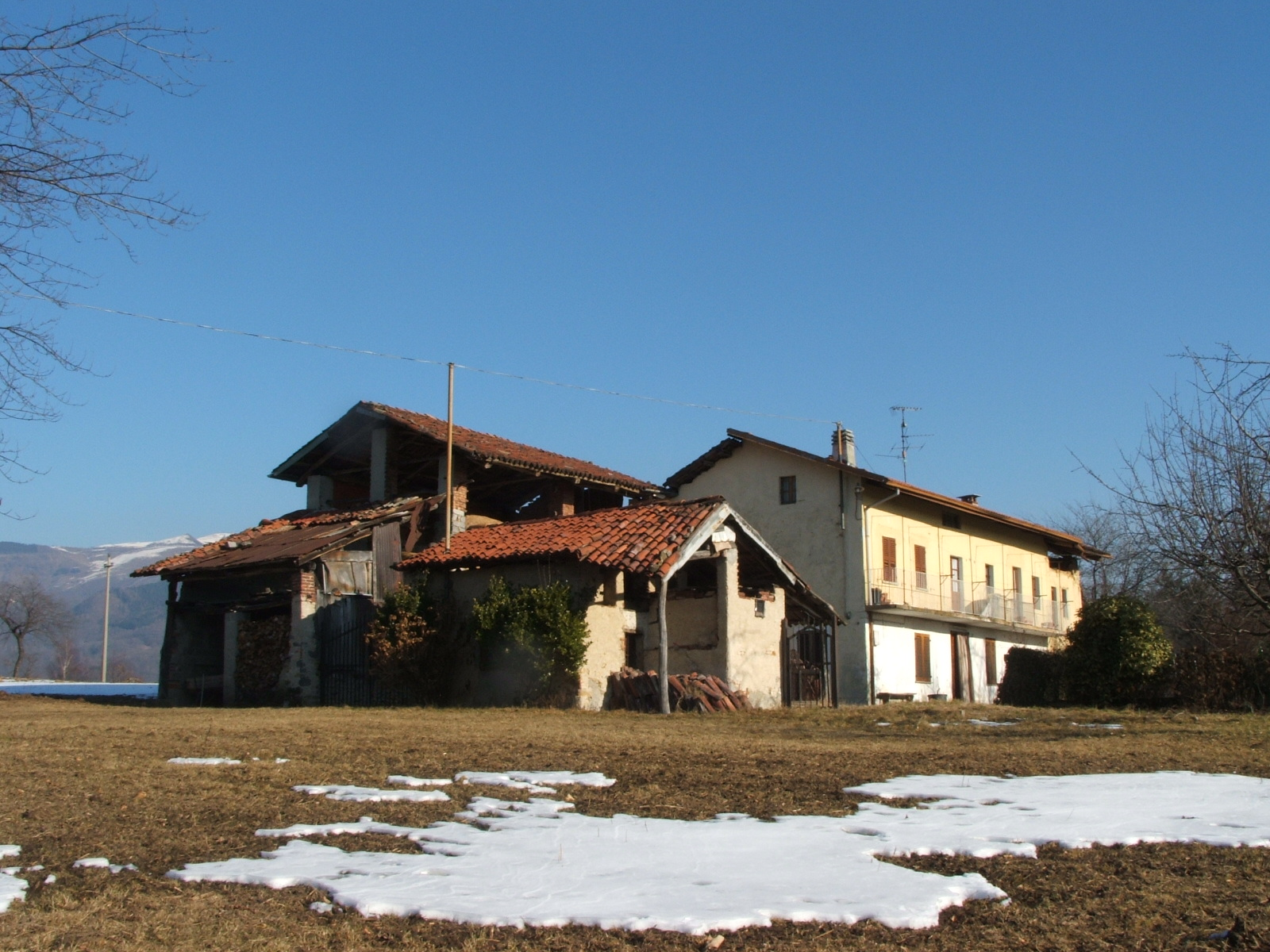
Tollegno Cascinale
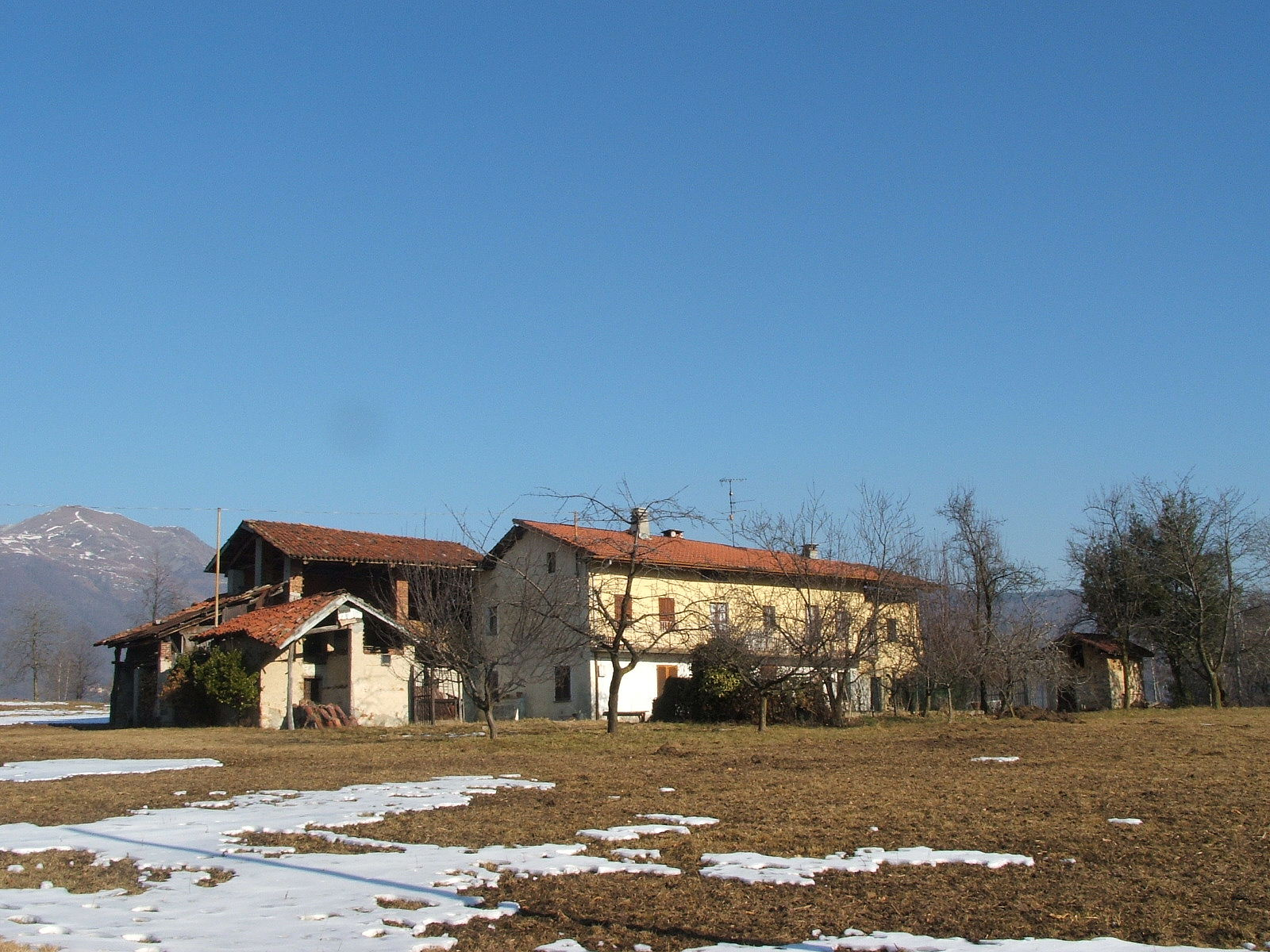
Tollegno Cascinale

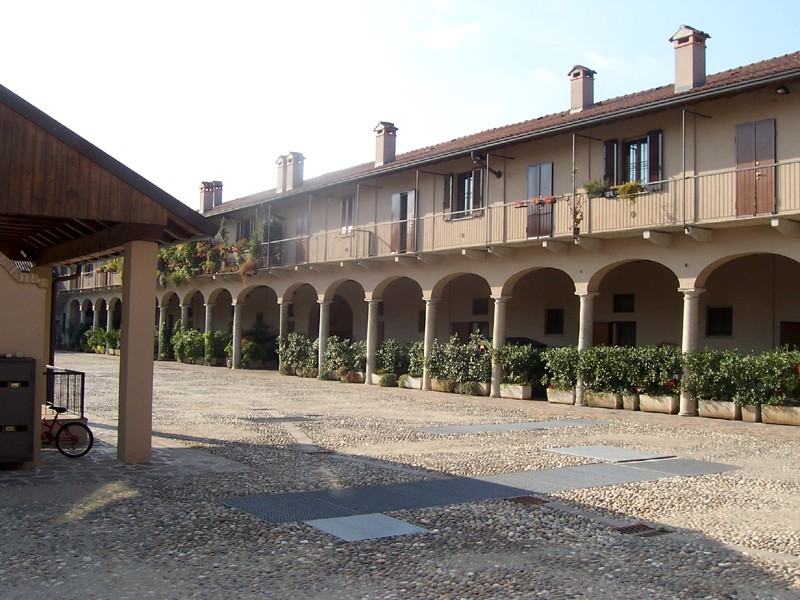
Les maisons
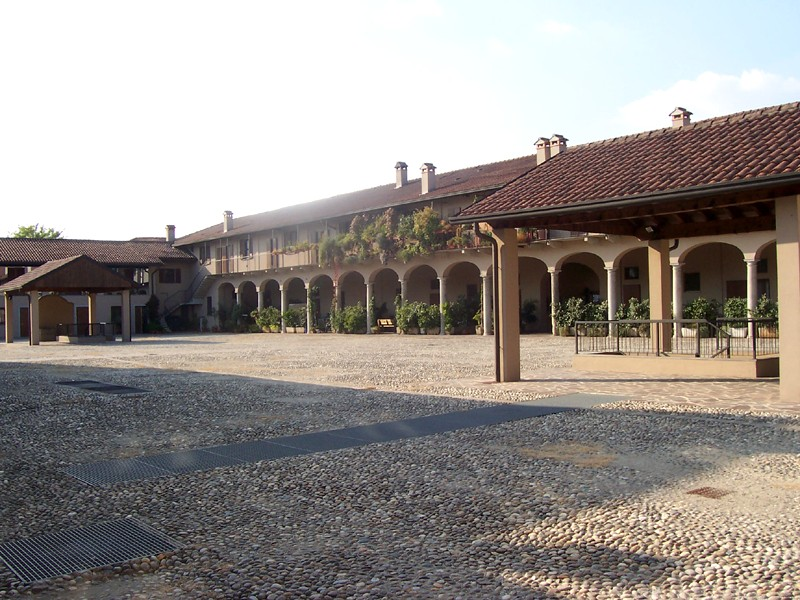
Les maisons et l'aia
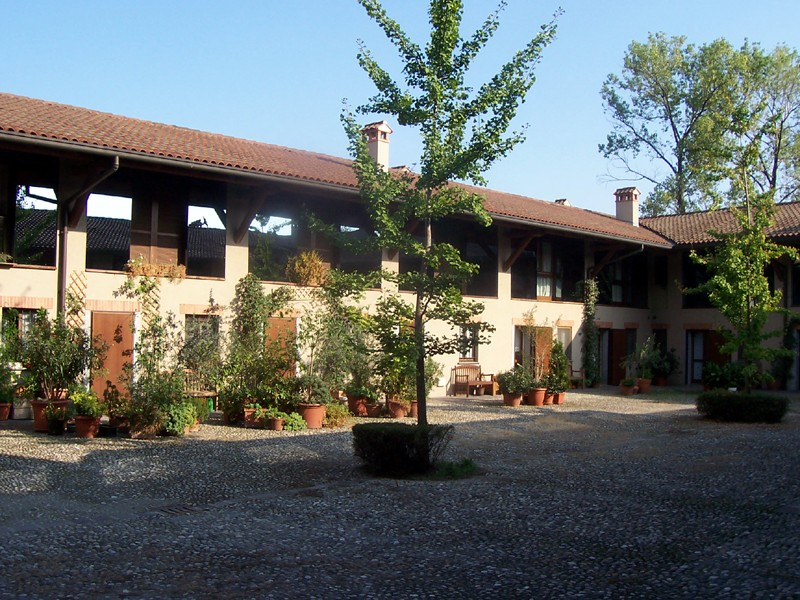
Le cortile
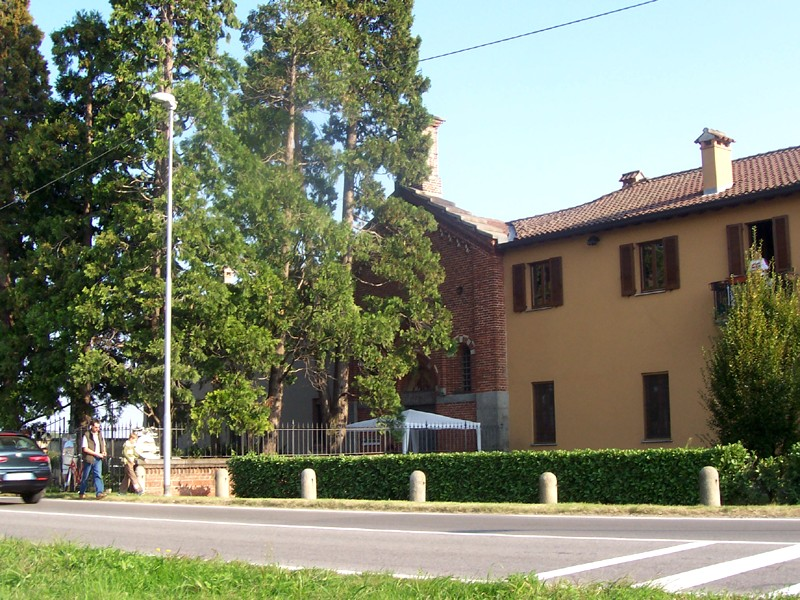
Les maisons côté rue
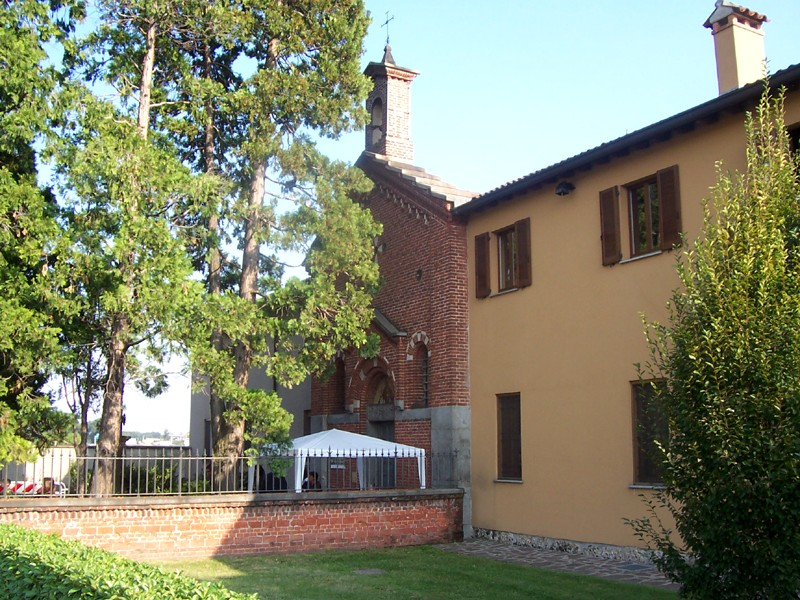
Les maisons et l'église
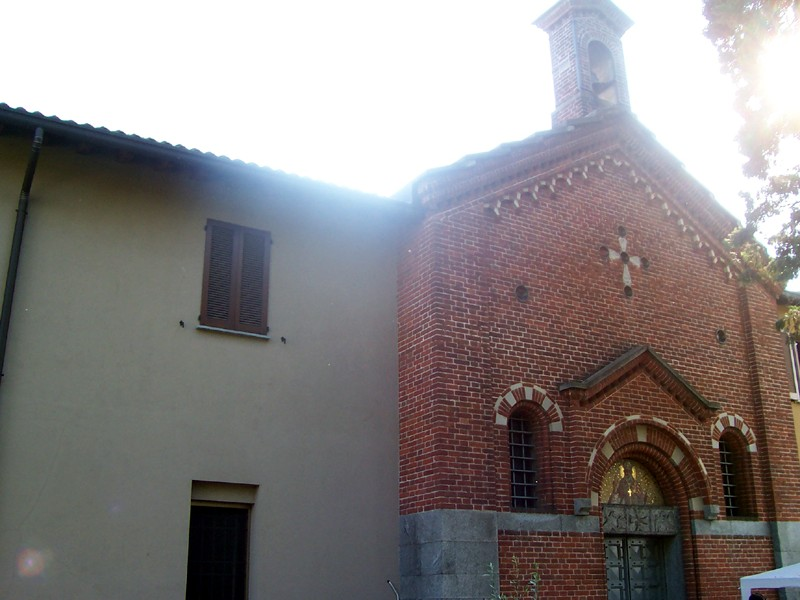
L'église

### Lescascinedans l'histoire

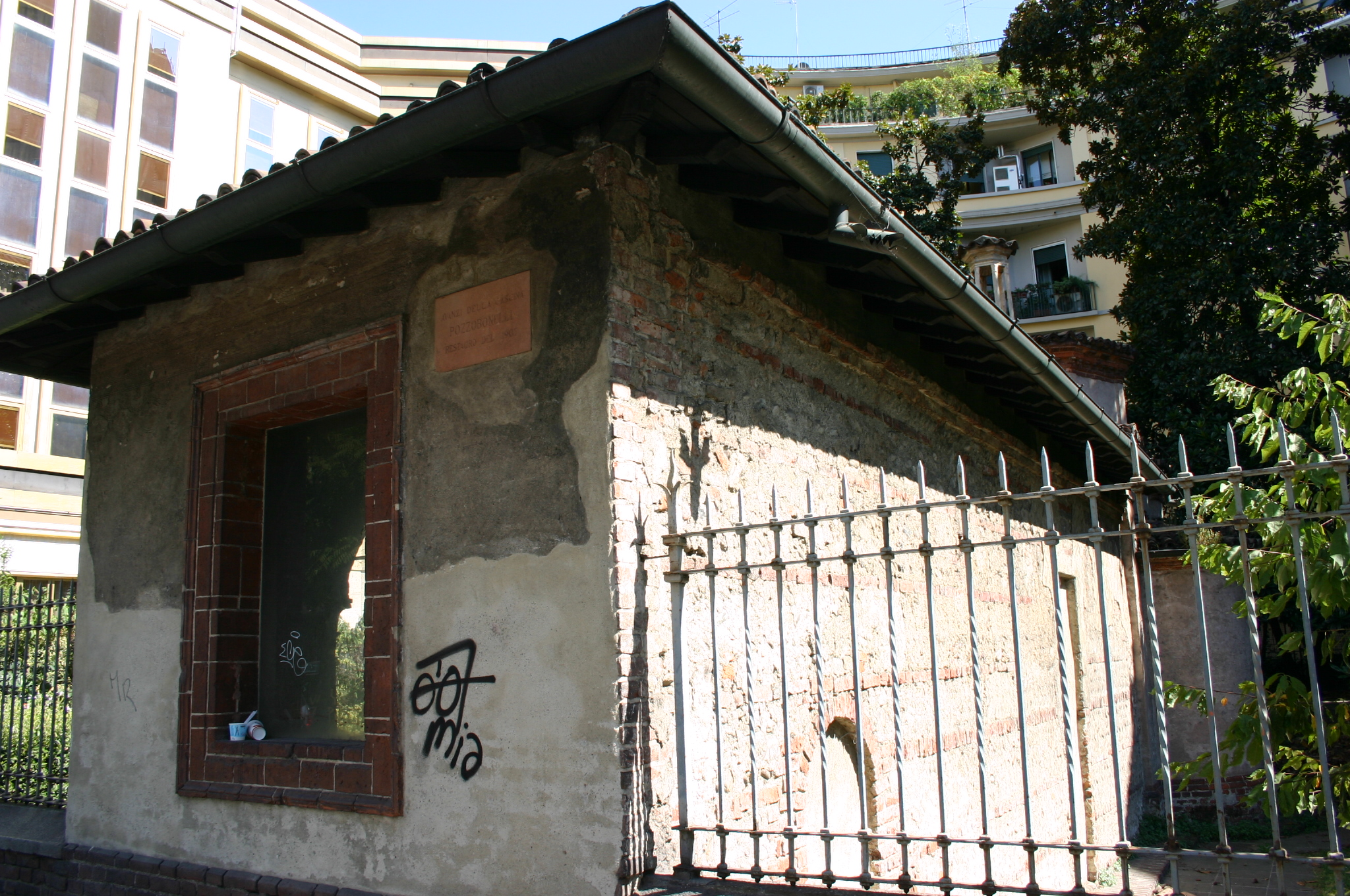
Façade arrière, sur la rue
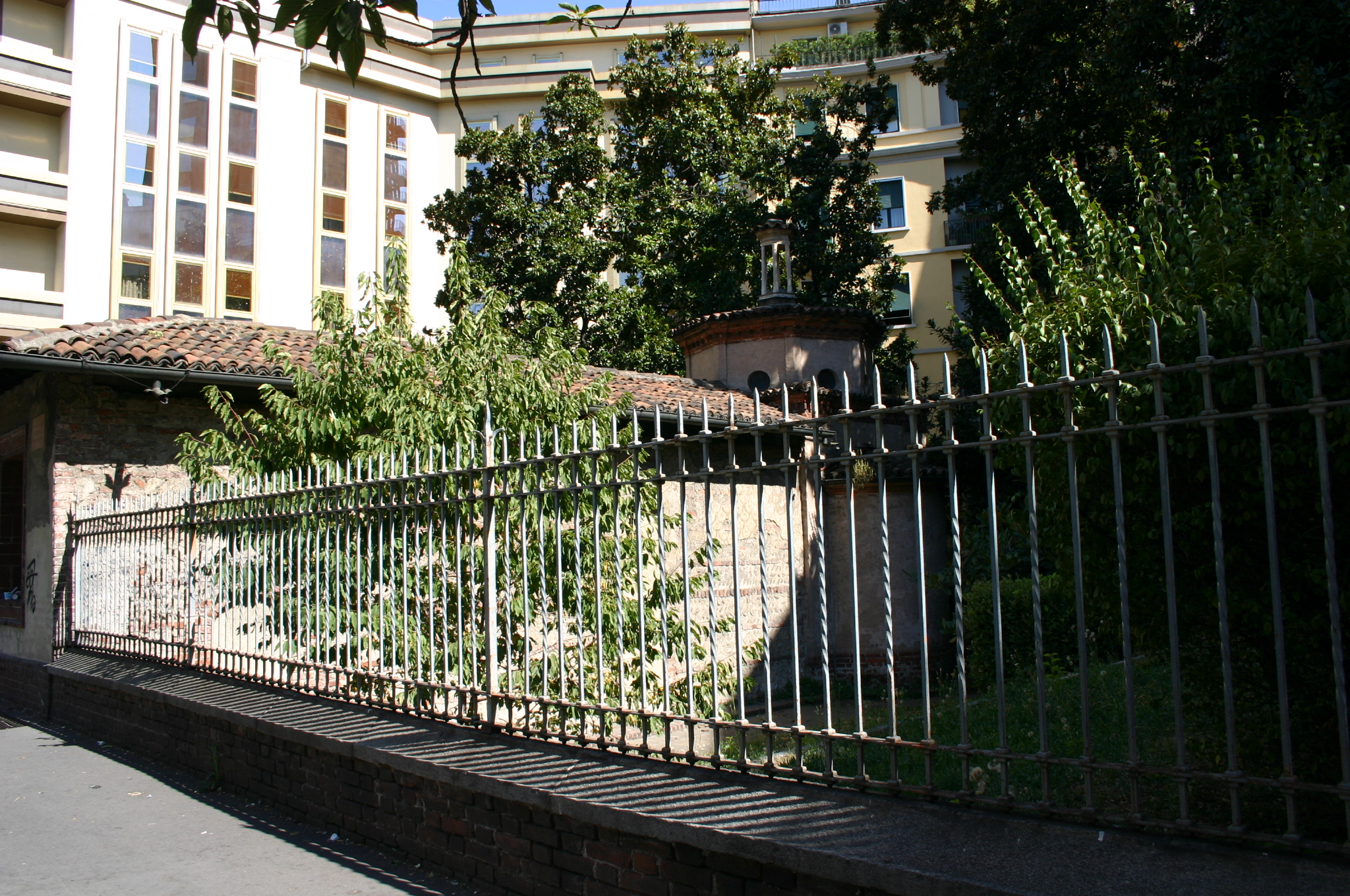
Façade latérale
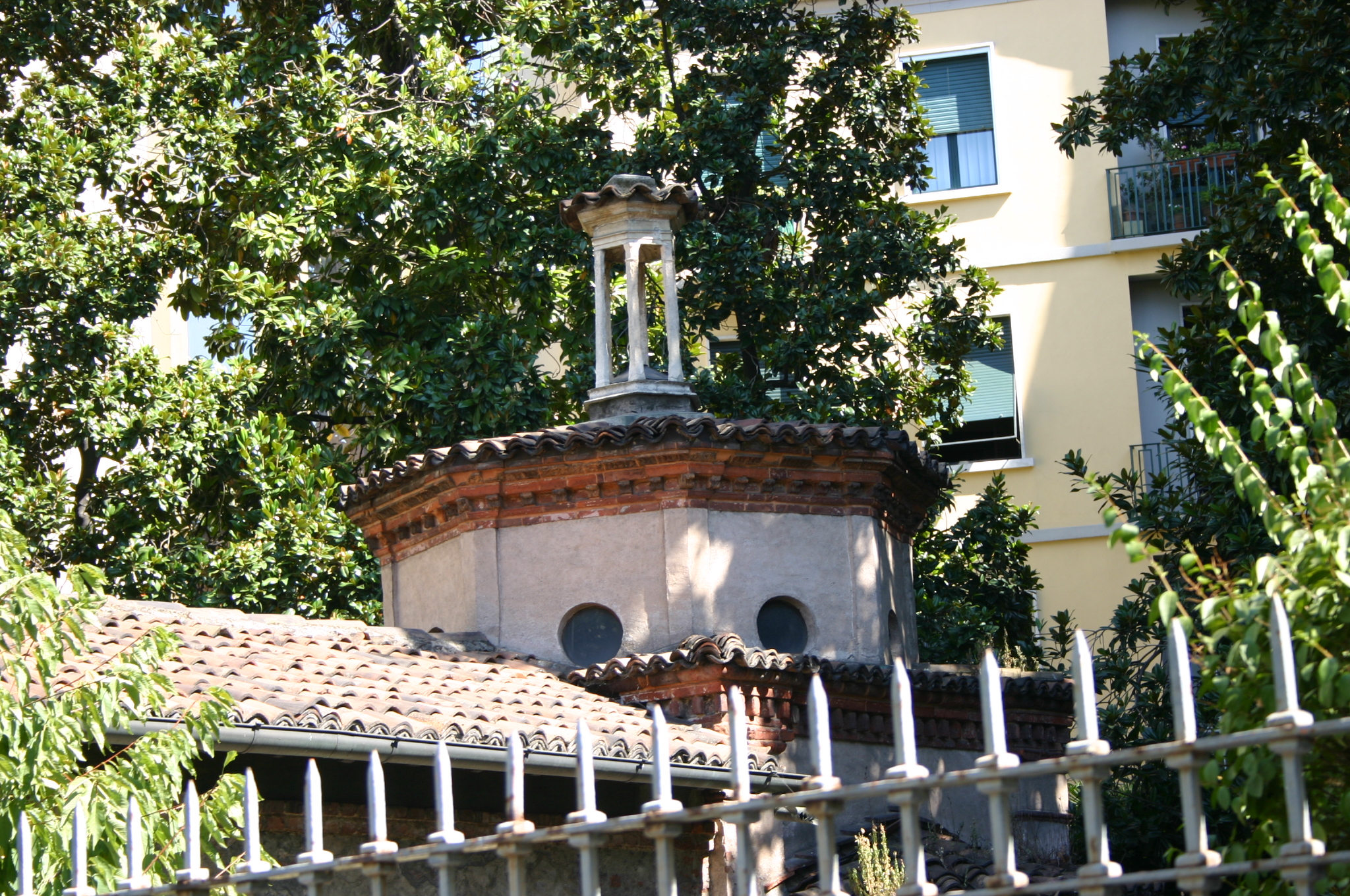
Petit dôme
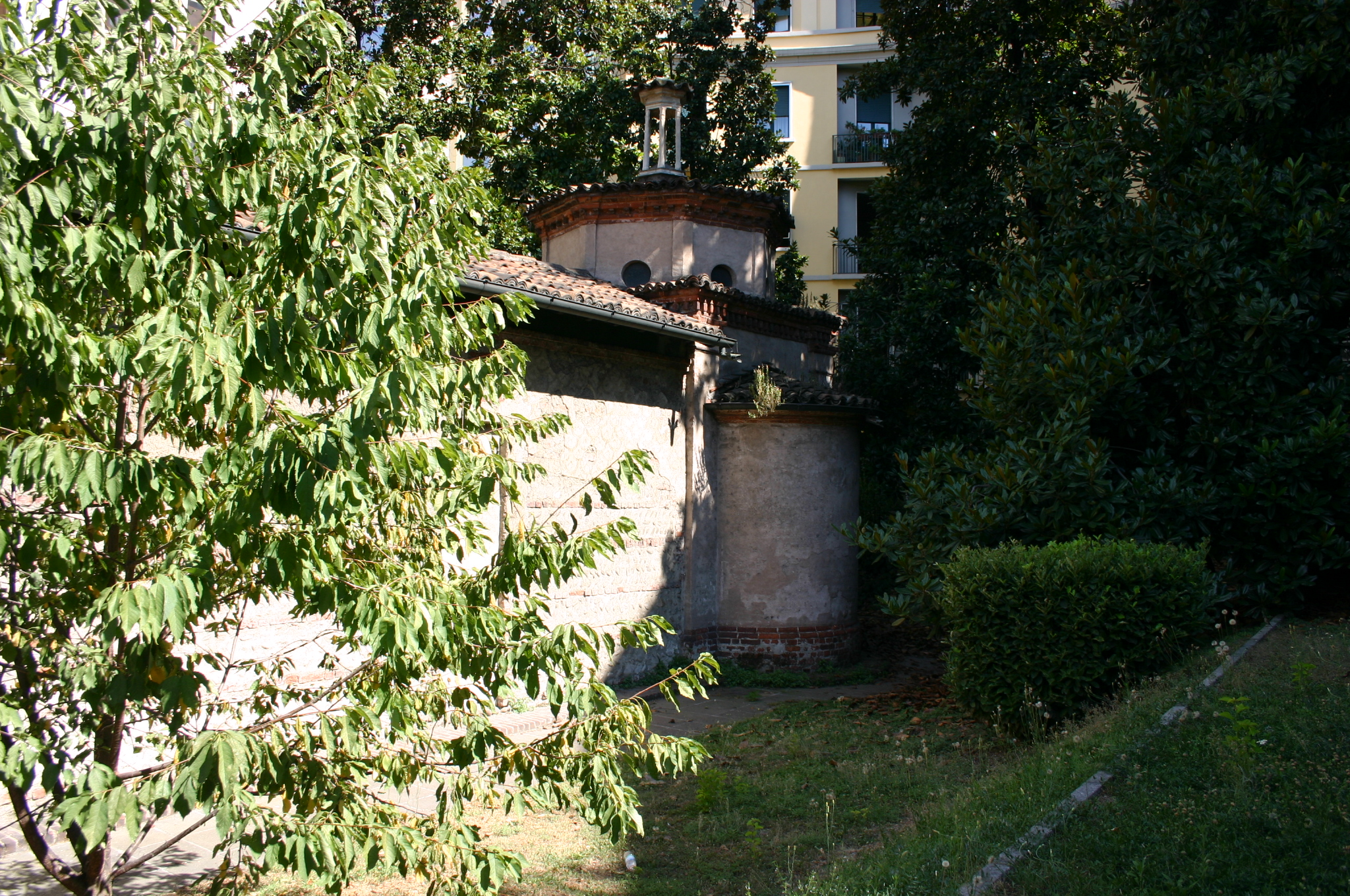
Parc abritant la chapelle
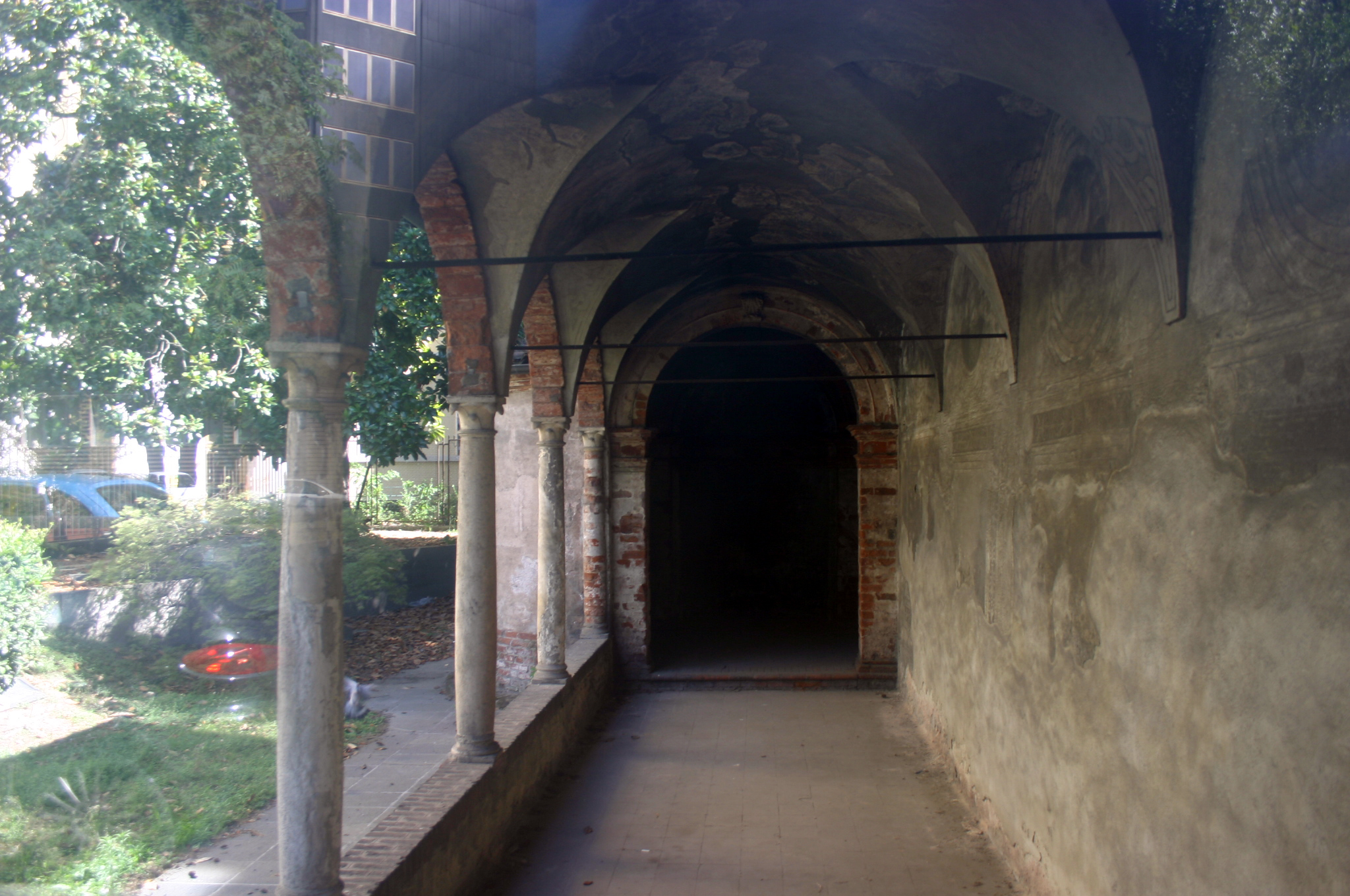
Portique
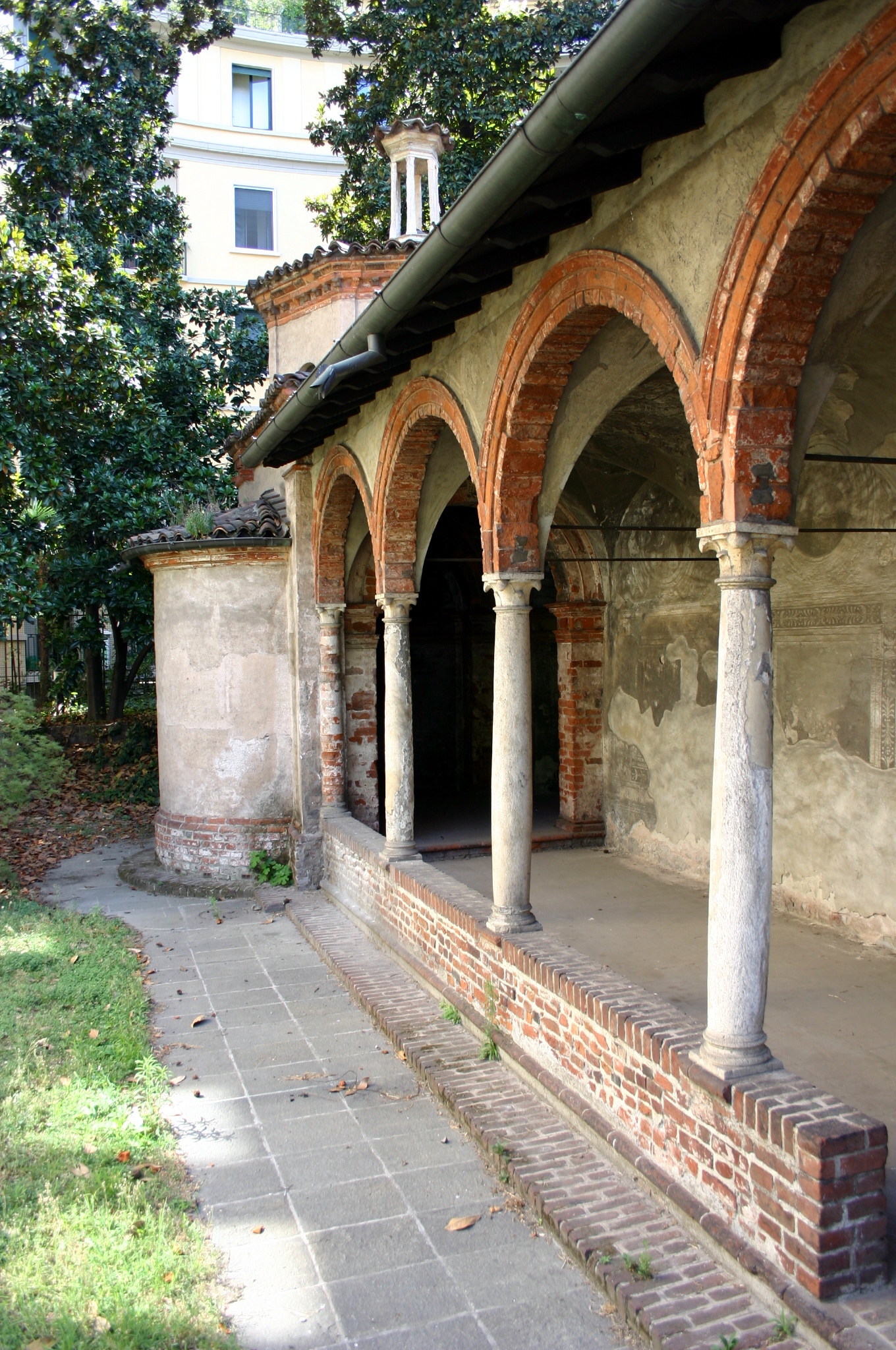
Autre perspective du portique

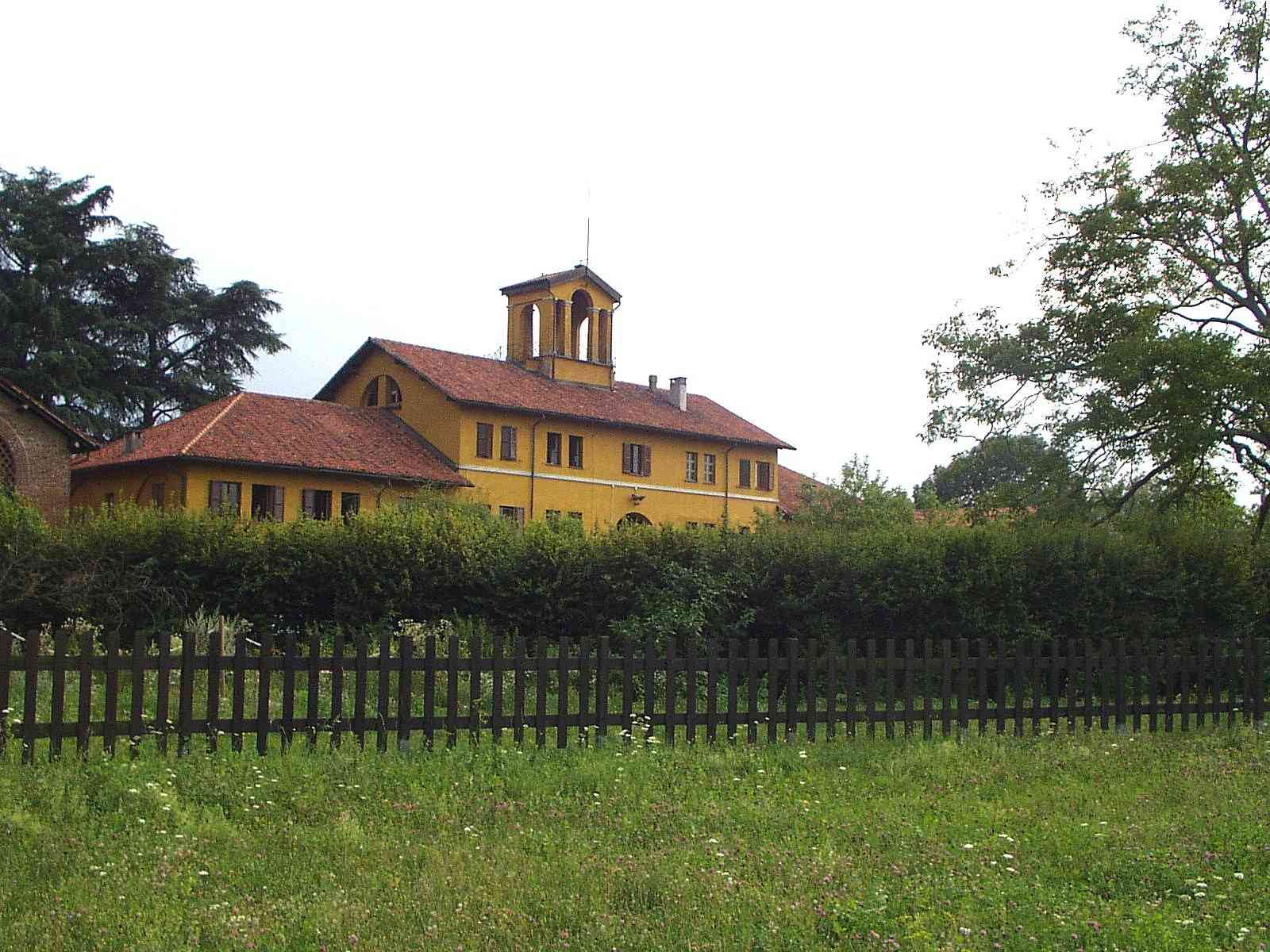
Verger
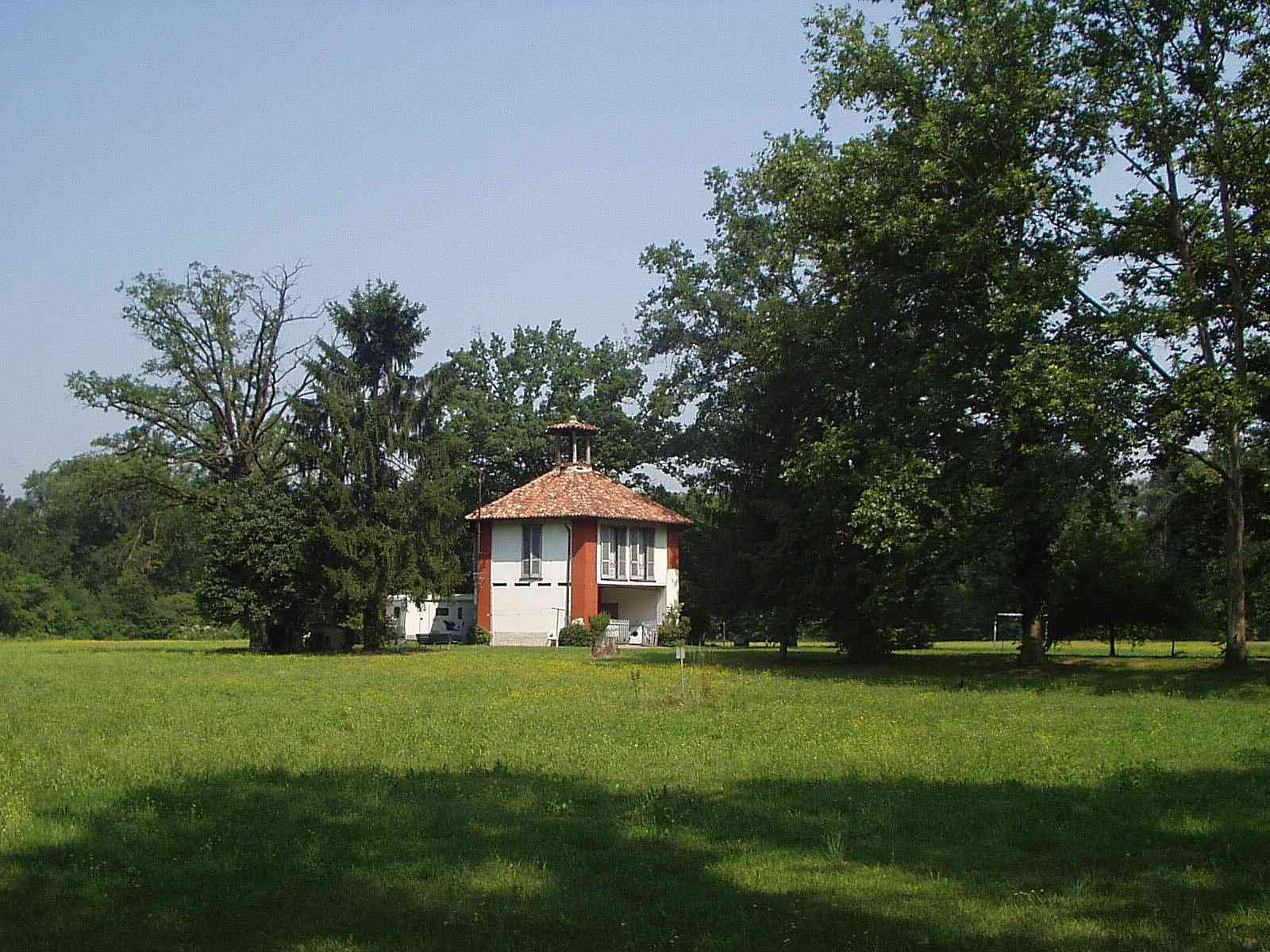
Pavillon
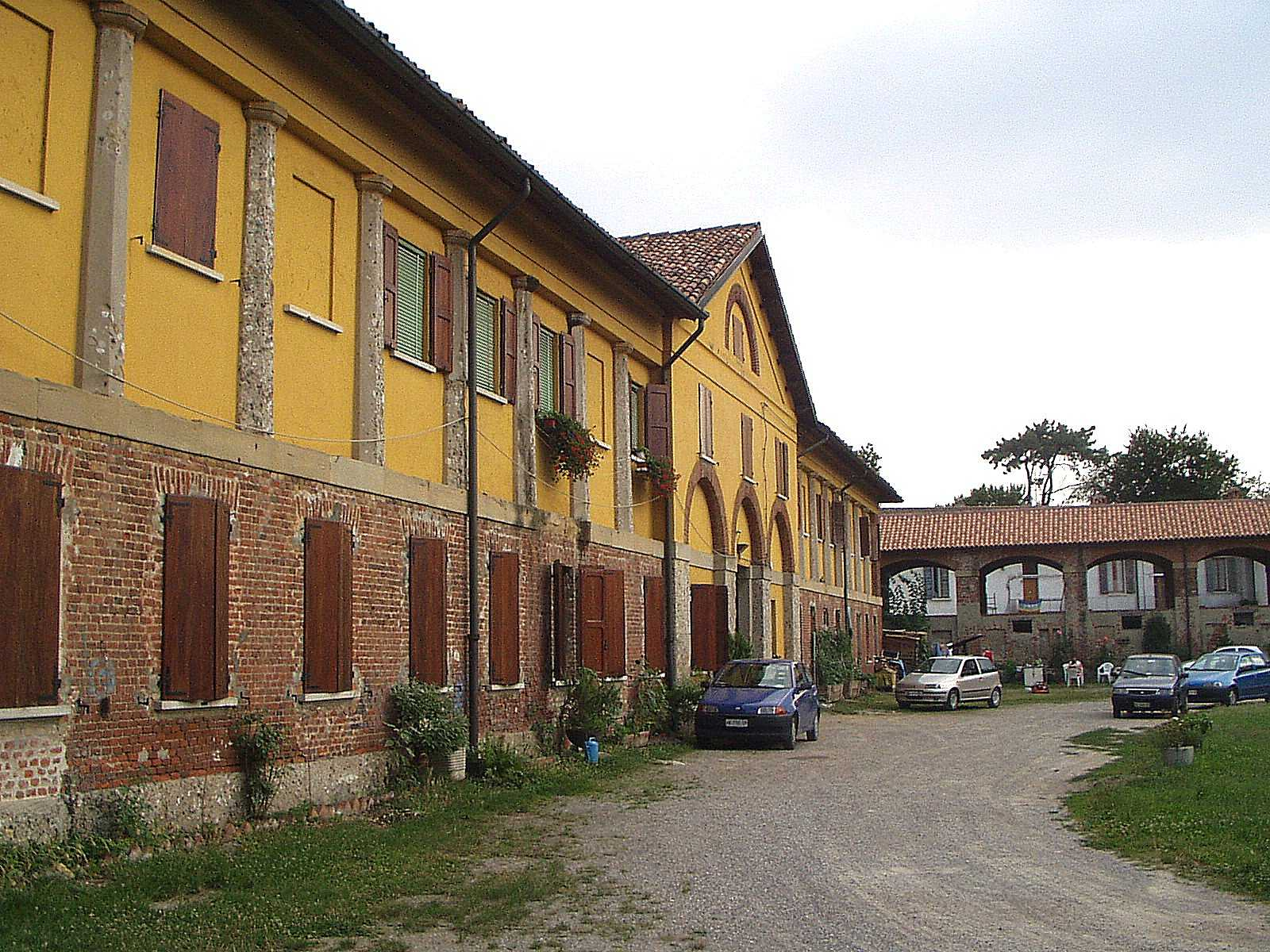
Maisons
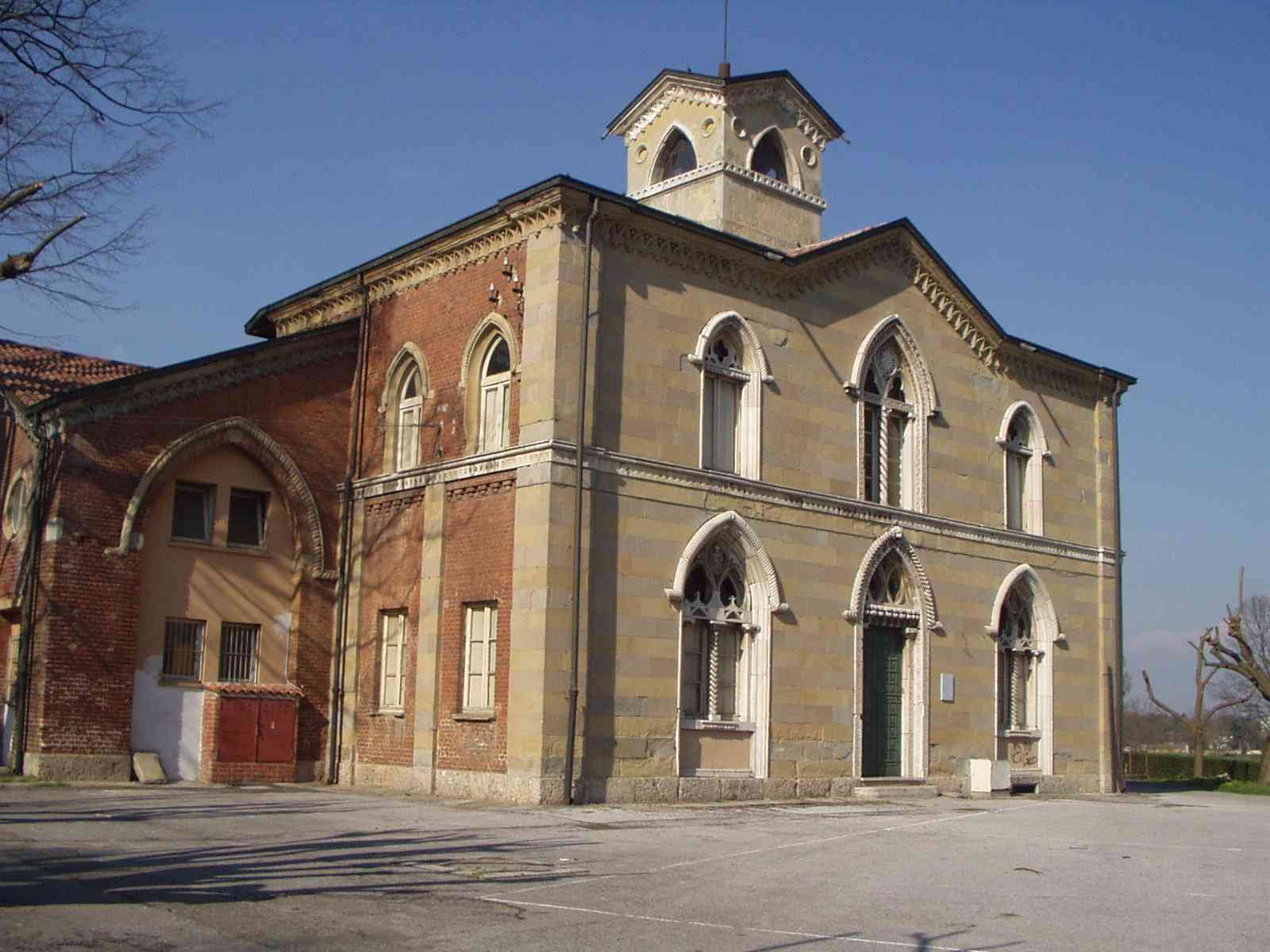
Église San Fedele
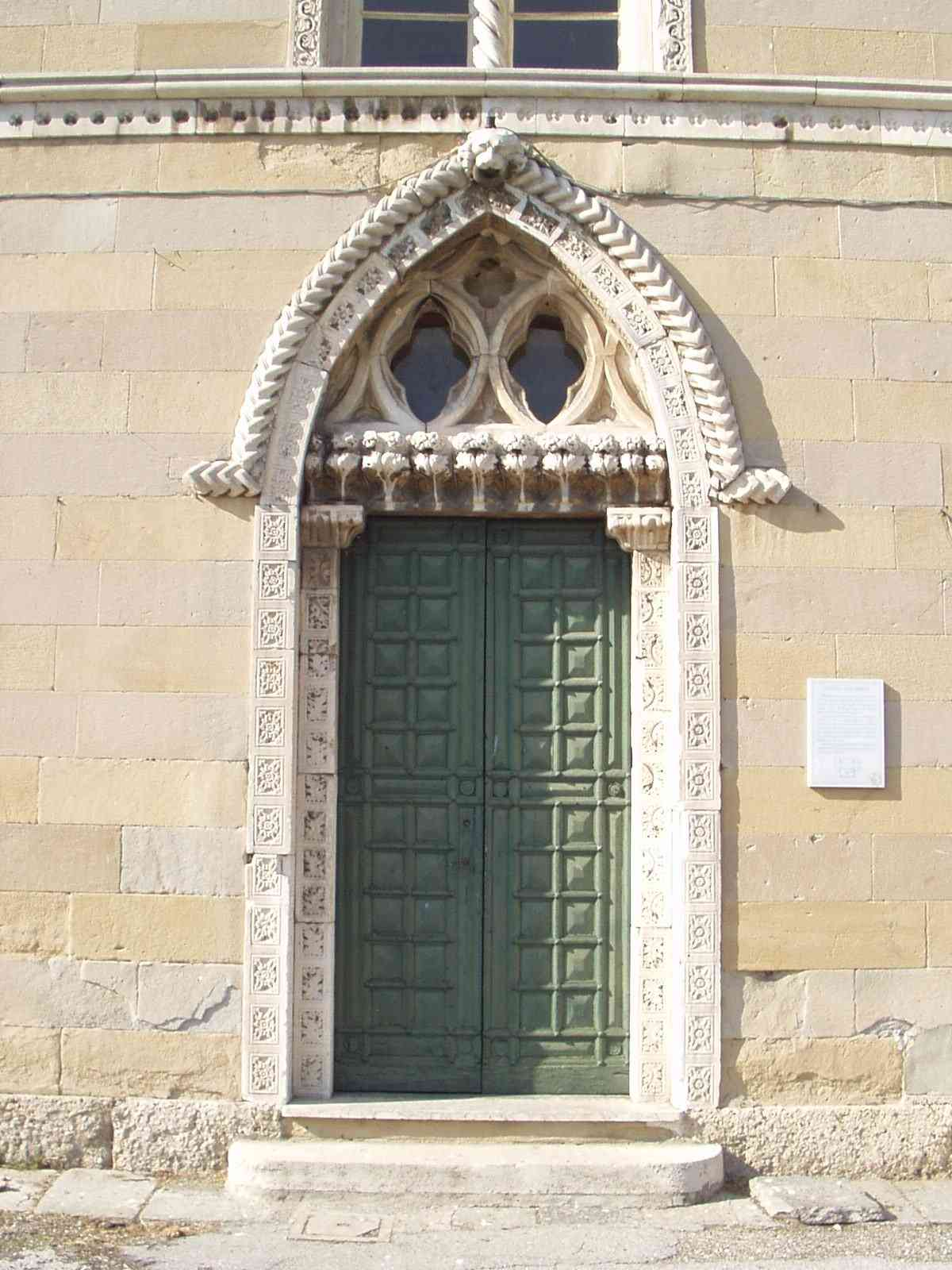
Entrée de l'église
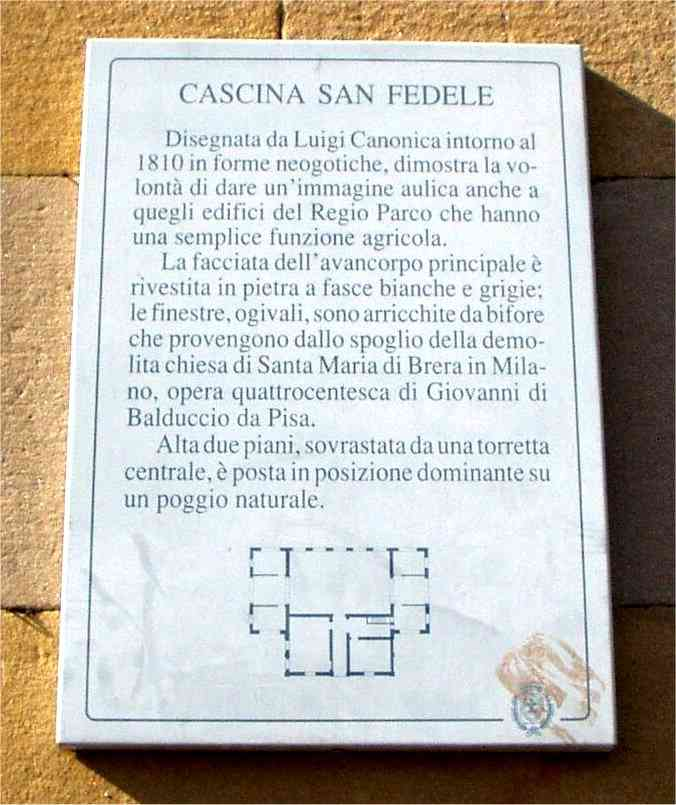
Plaque d'information évoquant la vocation agricole de la cascina implantée dans un site aristocratique

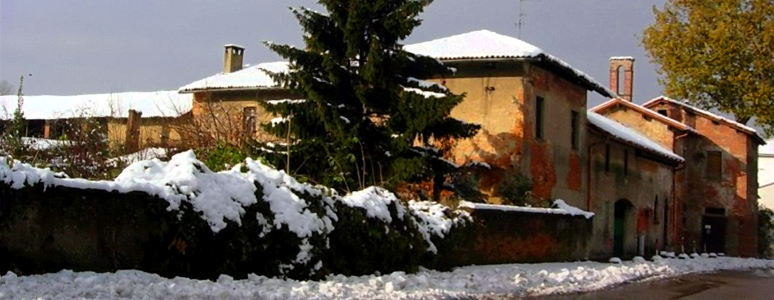
Cascina Linterno à Milan, province de Milan (Lombardie)

Exemple significatif de cour fermée Lombarde, Linterno est une ancienne grange de la campagne milanaise connue pour la solide tradition qui l'identifie comme l'un des quatre lieux où l'on sait que Pétrarque a séjourné durant son séjour à Milan (1353-1361), l'unique encore visible. Autrefois située à quatre lieues de la ville, elle est aujourd'hui incorporée dans le tissu urbain tout en restant immergée dans un contexte unique qui conserve d'importants témoignages de l'ancien paysage agricole : les fontanili et les marcite (it), près de l'un des principaux parcs de la ville, le Parco delle Cave (it).

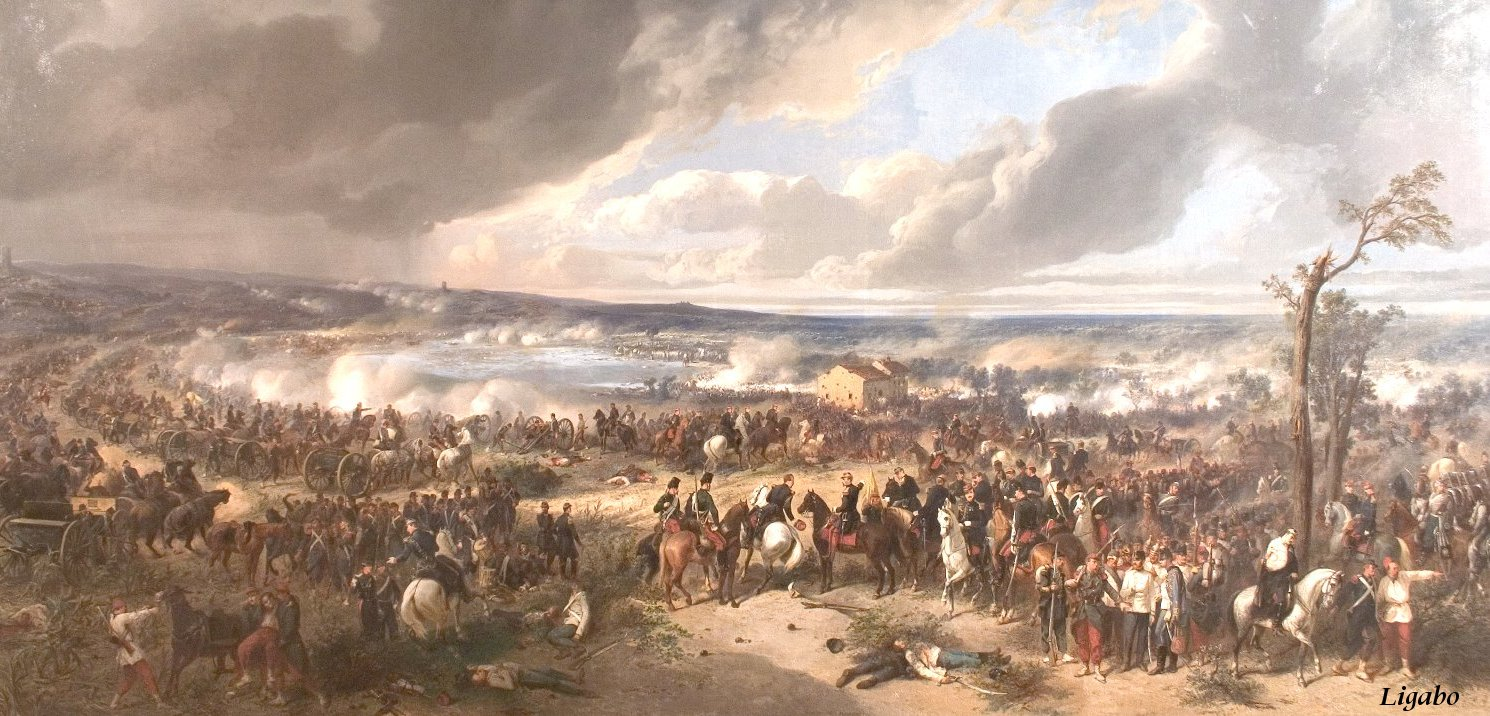
La cascina Quagliara dans la tempête.
La Bataille de Medole (1860), Jean-Adolphe Beaucé (1818-1875),
exposition Il risorgimento di Carta, Medole, 2009

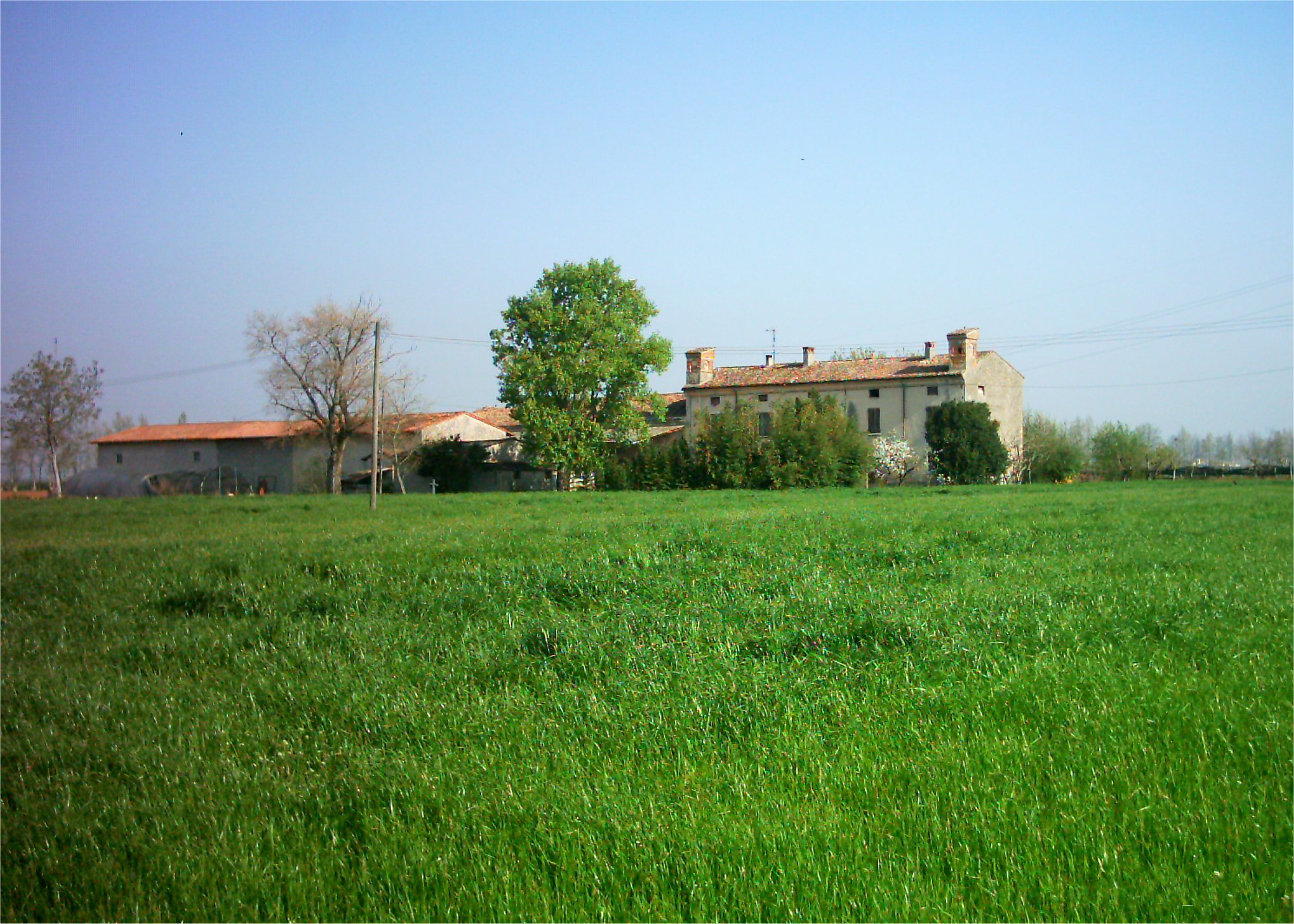
La cascina Casa Nuova de Guidizzolo au XXIe siècle (vue depuis le camp autrichien)

Bataille de Medole, Campo di Medole (it) (commune de Medole, province de Mantoue, Lombardie), cascina Quagliara, 24 juin 1859, à environ 16h30. La dernière attaque massive de la1re armée autrichienne du général Wimpffen repoussée, le 4e corps du général français Niel commence la contre-offensive vers Guidizzolo, soutenu par la division d'artillerie du général Soleille. Sur les collines, après avoir conquis Solferino (à gauche), on voit dans le lointain, la poursuite de l'affrontement entre les lignes françaises et autrichiennes pour le contrôle de Monte Fontana près de Cavriana (à droite). Les hostilités seront momentanément interrompues par l'arrivée d'un violent orage.

### Sources
- (it) Cet article est partiellement ou en totalité issu de l’article de Wikipédia en italien intitulé « Cascina a corte » (voir la liste des auteurs).

- (it) Cet article est partiellement ou en totalité issu de l’article de Wikipédia en italien intitulé « Linterno ("ad Infernum") » (voir la liste des auteurs).